# 燕市
1. 1.分水おいらん道中
2. 2.燕で生産された洋食器または金属加工品

燕市（つばめし）は、新潟県のほぼ中央部に位置する市。市域の52%が農地で田園都市の一面もあるが、高度な金属複合加工産地として知られる工業都市である。

## 概要

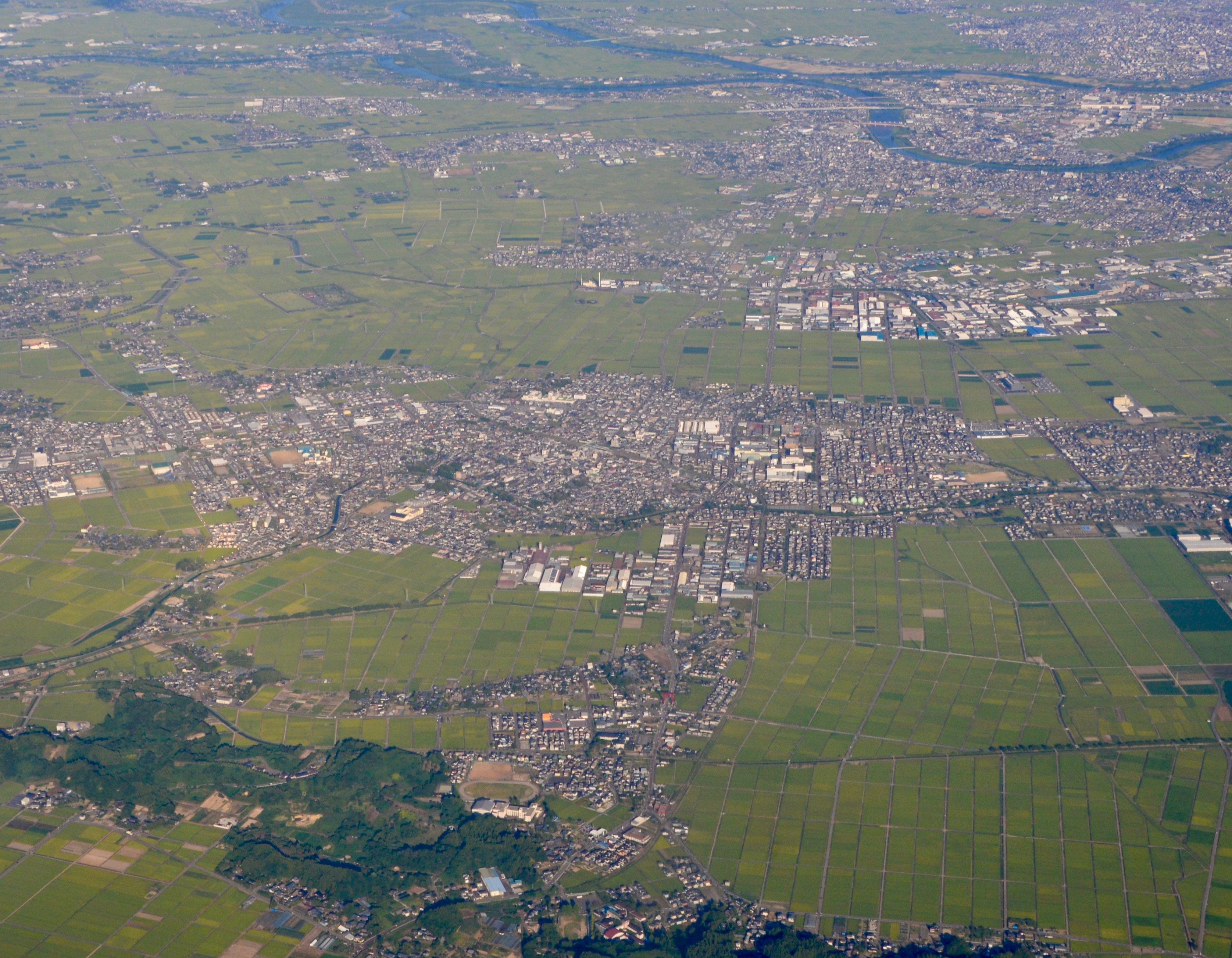
燕市・弥彦村上空から撮影。中央が吉田市街、奥の河川沿いが燕市街でその中間に産業団地が立地する。

2006年3月20日、燕市と西蒲原郡吉田町、同郡分水町の3市町の新設合併により、現在の燕市として発足した。人口は県下7位であるが、市域の大部分が平地であるため、人口密度は新潟市に次いで2番目である。
金属洋食器や金属ハウスウエアー製品の主要産地で、洋食器の生産では世界的なシェアを誇る工業都市である。新潟県内では主に下越地方、もしくは県央地域に分類される。同じく県央地域の三条市、加茂市などと合わせ三条都市圏を形成している。
特に三条市はともに金属加工を中心に栄えたこともあって古くから相互補完の関係が深く、燕は「職人の町」、三条は「商人の町」とも称される。燕市から三条市への通勤率は10.1 %（2010年度国勢調査より）に達する。

本市の固定電話における市外局番は全域で0256であるが、単位料金区域（MA）が旧燕市（三条MA）と旧吉田町及び旧分水町（巻MA）に分かれているため、互いの地域をまたがる通話に際しては、市外局番をつけてダイヤルする必要がある。
「燕」を発音する上でのアクセントは標準語では「つ」に置かれるが、地元では2文字目の「ば」に置かれることもある（これは白根、新発田、新井など県内の3文字地名で多く見られるパターンである）。市名の由来は#歴史を参照。

## 地理

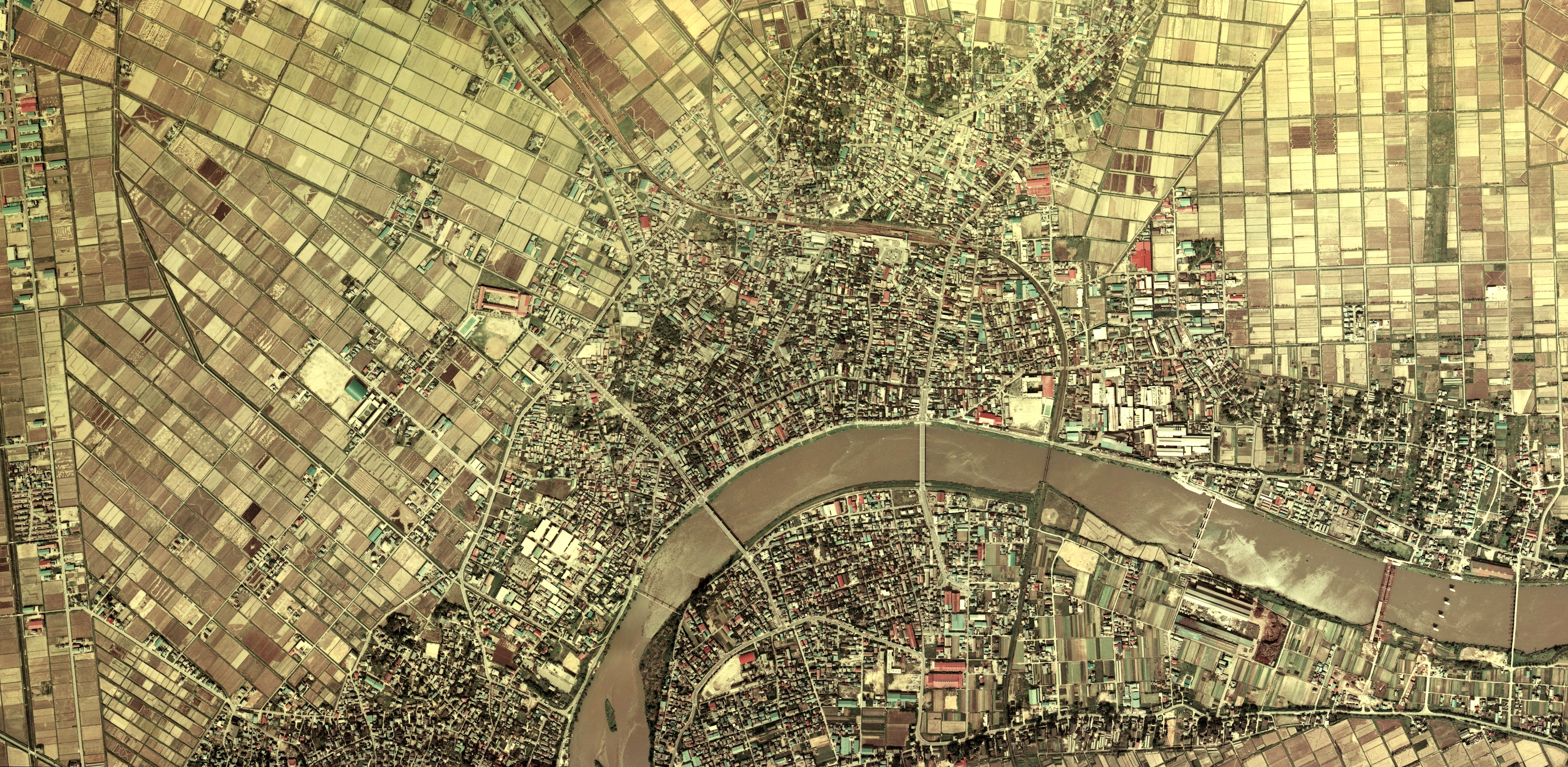
燕地区中心部周辺の空中写真。中ノ口川沿いに市街地が形成されている。
1975年撮影の4枚を合成作成。。

燕市は越後平野の中央部、下越地方南端に位置する。日本海には接しておらず、山岳は弥彦山脈南端の国上山があるのみで、それ以外の市域は概ね平坦である。市域には信濃川、大河津分水路、中ノ口川、大通川、西川などの河川が流れている。
市役所などが所在する吉田地区、旧燕市の中心地である燕地区、大河津分水路右岸側の分水地区の計3箇所に大きな市街地（人口集中地区）があり、この3地区の市街地外郭部には水田が広がる。また水田と各市街地の境界部には県内有数規模の工業団地が所在する。
吉田地区、分水地区の国道116号沿いと、燕地区の国道289号沿いにはロードサイド型の店舗が数多く林立する。特に燕地区の井土巻は燕三条駅や北陸自動車道の三条燕インターチェンジ、国道8号などが交わる交通網の要衝という立地から、隣接する三条市の須頃と共にビジネスホテル、シネコン、飲食店、アパート、マンションが林立するなど、都市化が著しく進捗している。
2015年（平成27年）の国勢調査によれば、新潟県の人口重心は燕市小池地区の住宅地内に存在する。「県央地域」とは自然地理のみならず人口分布の面でも新潟県の中央部といえる。

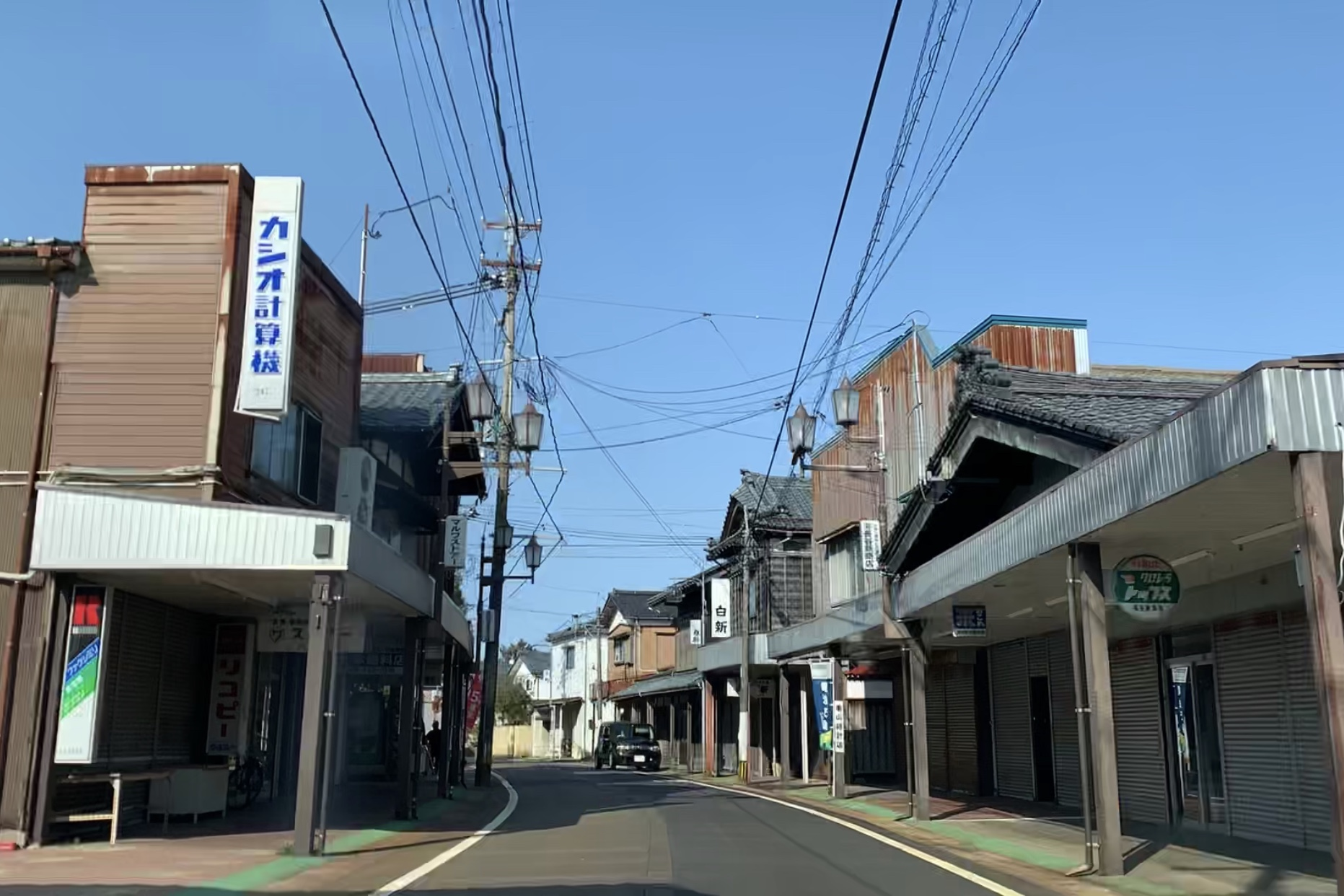
西川の河川舟運で発達した吉田地区の古くからのまちなみ（県道223号沿い）
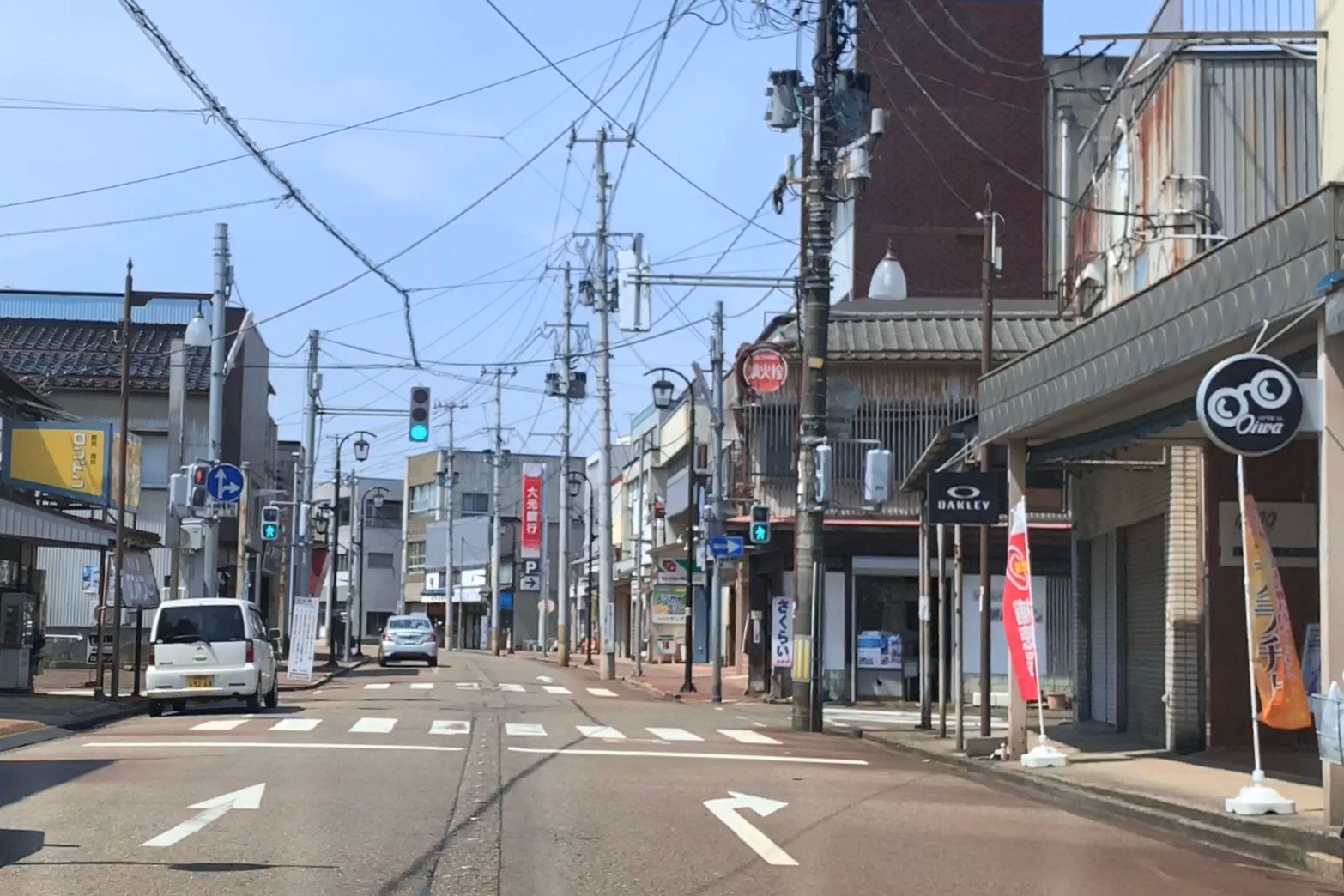
中ノ口川の河川舟運で発達した燕地区の古くからの市街地（サンロード宮町）。3・8のつく日には定期市が開かれる[6]（撮影は非開催日）。2013年までは全蓋式アーケードが架かっていた[7]。
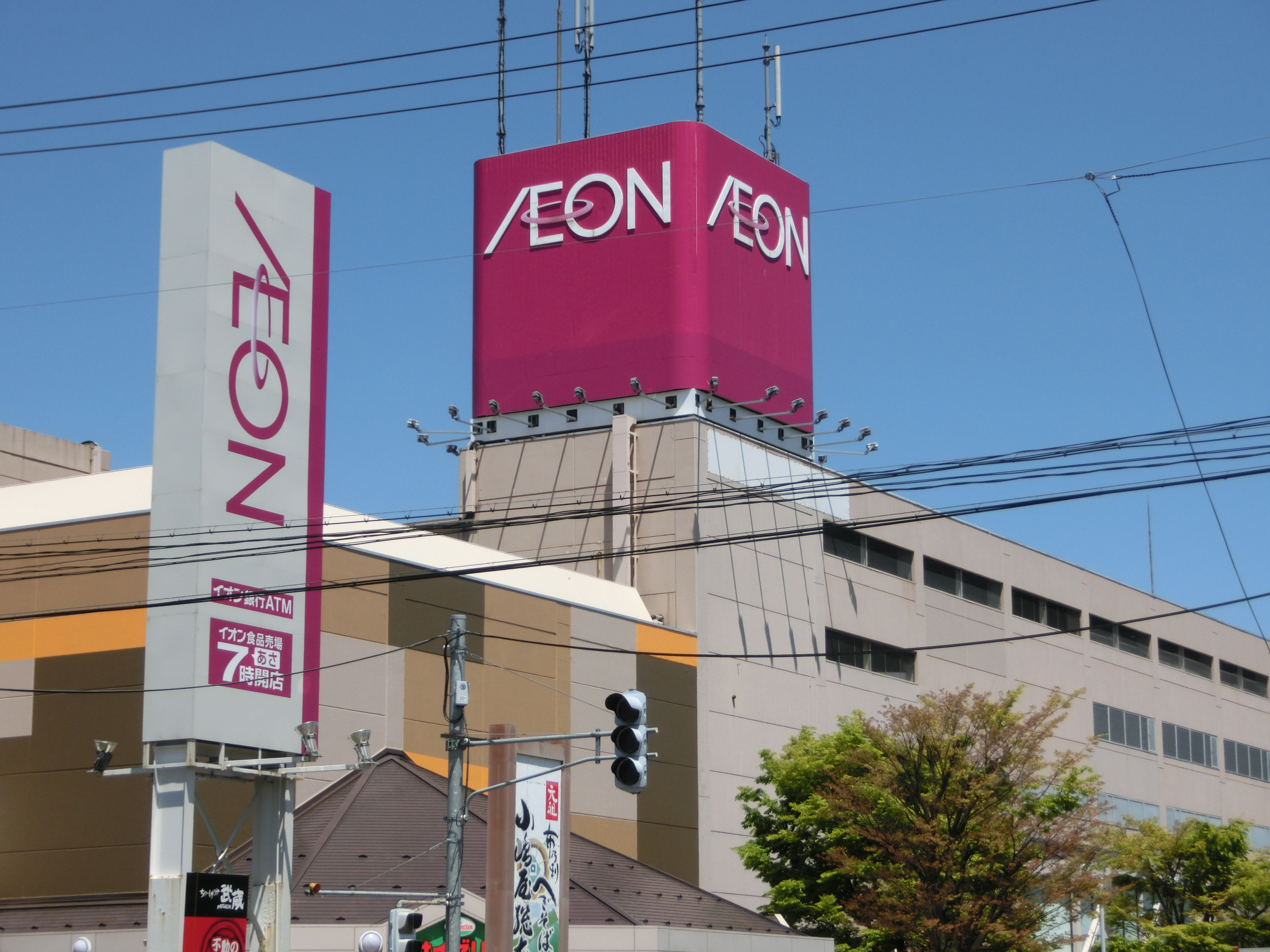
映画館（シネマコンプレックス）を併設する大型スーパーのイオン県央店（旧・県央サティ）

### 隣接している自治体・行政区
- 新潟市（南区、西蒲区）
- 長岡市
- 三条市
- 西蒲原郡弥彦村

## 歴史

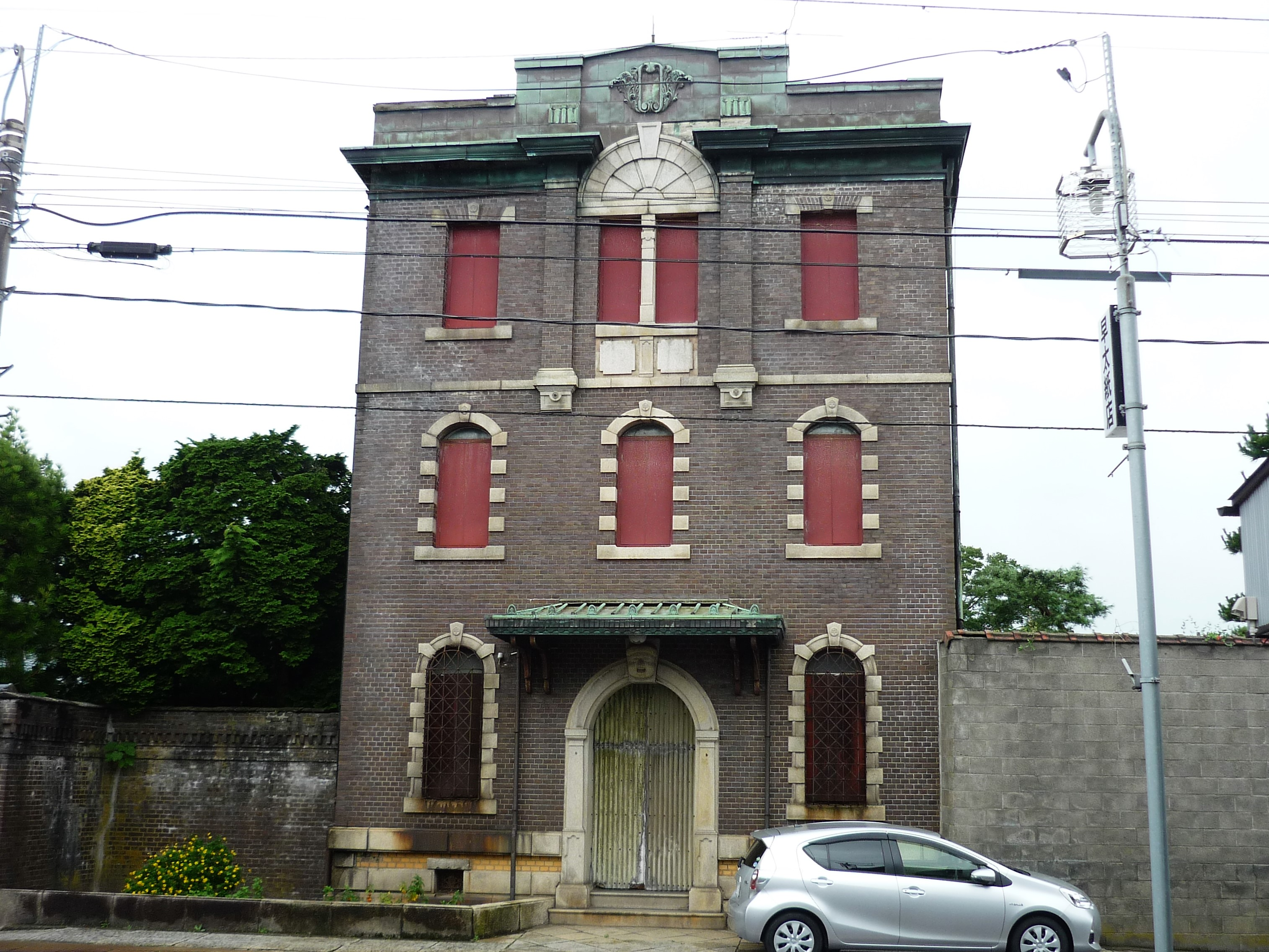
吉田地区の市街地にある登録有形文化財 旧今井銀行店舗

古くは「津波目」と表記され、「津」は港、「目」は中心地を意味していた。波頭（水上）に垣間見える多くの港の中で最も栄えた中心地、という意味で名付けられたものと考えられる。燕市は内陸部にあるため、ここでいう港とは信濃川の河岸に多くあった船着場の一つという意味であり、燕市周辺が米の集積地とされ水運の中継基地として栄えたようである。伝説では川上から流れてきて燕が群れていたことから見出された祠を建てた地とされるが、「燕」の文字に置き換えられた時期や由来は明確には分かっていない。

### 年表

#### 飛鳥時代
- 飛鳥時代中期：弥彦神社創建（社伝）。
- 709年（和銅2年）：国上寺創建（寺伝）。

#### 奈良時代
- 733年（天平4年）：西生寺創建（寺伝）。

#### 平安時代
- 947年（天暦元年）：弥彦神社で勅額を貰う。
- 955年（天暦8年）：村上天皇の皇子と桜井親王が和納に楞厳寺を建てる。
- 1060年（康平2年）：康平年間に黒鳥兵衛が弥彦の桔梗城を攻める。
- 1063年（康平5年）：黒鳥兵衛滅びる。
- 1100年（康和2年）：御立八幡宮の建立。

#### 鎌倉時代
- 1196年（建久6年）：西行が国上寺を参拝。
- 1201年（建仁元年）：加治の城主、佐々木成綱が白根味方を攻める。
- 1221年（承久3年）：鎌倉幕府が承久の乱に加担した国上寺の僧、重範を紀伊国に流す。
- 1223年（貞応2年）：竹野町に金仙寺ができる。
- 1333年（元弘3年、正慶2年）：北条顕家が弥彦神社に36歌仙を寄付する。

#### 室町時代
- 1568年（永禄10年）：永禄年間、信濃国の阿部九朗左衛門、月潟を開発。

#### 安土桃山時代
- 1583年（天正10年）：上杉景勝が木場城を往来する者に通所状を授ける。
- 1587年（天正14年）：天正年間、上杉家直江兼続が大河津より牧ヶ花の新規川筋（西川）を開く。
- 1600年（慶長4年）：信濃国の金子太郎左ェ門が150人を使い大田村を開発。

#### 江戸時代

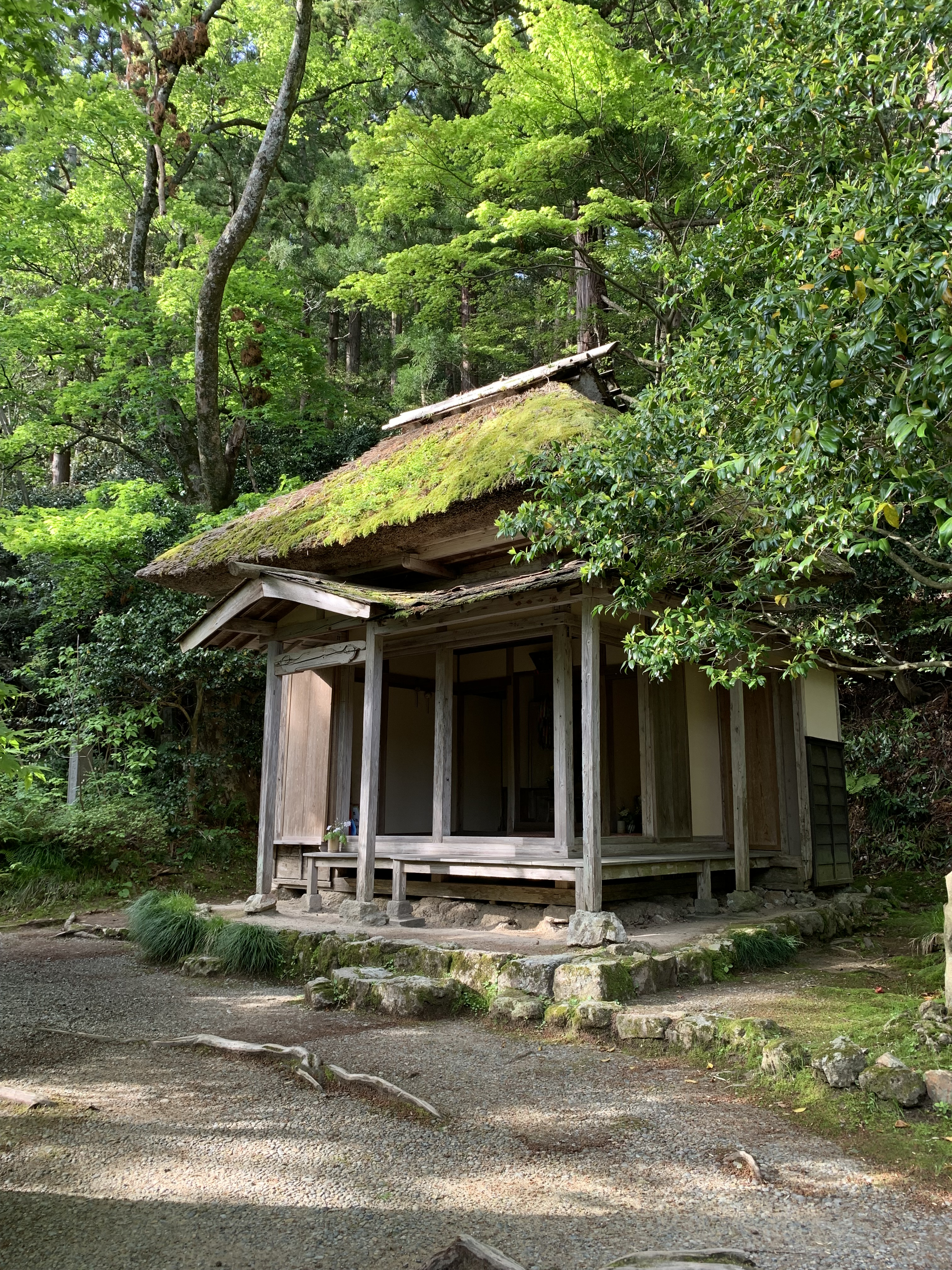
国上山・五合庵

- 1603年（慶長7年）：道金村、燕村は直江工事前は、川向こうに在ったと言われる。
- 1614年（慶長18年）：河井村を西脇九右ェ門が開発。
- 1620年（元和5年）：小関村を高山治朗右ェ門が開発。
- 1631年（寛永7年）：粟生津村の和田左之助が高木村を開発。
- 1634年（寛永10年）：牧野忠成の四男定成、上和納村他16村6300余石を与えられ三根山(峰岡)に封ぜられる。
- 1642年（寛永18年）：観音寺が弥彦村から分かれる。
- 1647年（正保3年）：大関村を本間兵次郎、槙尾村を中野清左ェ門、新通村を九郎兵などが開発。
- 1649年（慶安2年）：出雲崎代官領から村上藩領となる。弥彦神社の神官、河村又右ェ門が杉山新田を開発。
- 1650年（慶安3年）：四郎右ェ門が山崎村を開発。新田開発が相次ぐ。祐太郎が吉田、平野村を開発。矢作千石新田の庄助、中山村を開発。荻野村を孫右ェ門が開発。源兵衛、魵穴村を開発。小右ェ門、中田新田開発。
- 1652年（承応元年）：富永十兵衛、新田村開発。
- 1658年（万治元年）：万治年間、道金村を穿いて中ノ口川を通水する。
- 1681年（天和元年）：10月曽根村、高橋源助、万治元年の中ノ口川水門の事で犠牲になる。
- 享保の頃：本間数右ェ門が大河津の分水工事を幕府に願い出る。
- 1735年（元文9年）：享保の頃、中尾平右ェ門が鑢の製造を始める。
- 1756年（宝暦5年）：信濃川阿賀野川洪水、熊之森の堤防が切れる。
- 1771年（明和7年）：燕の銅器を奥州の藤七に伝習玉川覚平が伝える。
- 1780年（安永8年）：若松の錺屋市右ェ門が燕へ来て煙管の製造を始める。
- 1804年（文化元年）：良寛が五合庵に住む。
- 1816年（文化13年）：玉川堂創業。玉川覚兵衛が鎚起銅器製造業を営む。
- 1822年（文政5年）：本間兵右ェ門が弥彦で兎菓子を売る。
- 1828年11月12日 (旧暦) : 三条地震。燕にも被害が及び家屋の大部分が倒壊した。
- 1840年（天保9年）：燕村大火災。

#### 明治時代
- 1868年（明治元年）：信濃川大洪水、燕村を含む信濃川河川流域が1ヶ月間水に浸かる。
- 1870年（明治3年）：享保の頃から願い出ていた大河津分水路の工事が始まる。
- 1872年（明治5年）：学制が施行され、多くの学校が建てられる。
- 1874年（明治7年）：安全社により、新潟、燕、三条、長岡まで汽船航行が始まる。
- 1875年（明治8年）：大河津分水路の工事が中止される。
- 1896年（明治29年）：7月洪水で横田村の堤防が切れる（横田切れ）。
- 1904年（明治37年）：西川閘門が出来る。
- 1909年（明治42年）：大河津分水路の工事が再開される。

#### 大正時代
- 1913年（大正2年）：越後線の柏崎駅 - 白山駅間が開業。
- 1913年（大正2年）：新川底樋工事が終わる。
- 1916年（大正5年）：弥彦線の弥彦駅 - 西吉田駅（現在の吉田駅）間が開業。
- 1922年（大正11年）：弥彦線の西吉田駅 - 燕駅間が延伸開業。
- 1922年（大正11年）：大河津分水路が竣工し、通水を開始。

#### 昭和時代
- 1931年（昭和6年）：大野大火災、70戸が焼失。
- 1933年（昭和8年）：新潟電鉄（のちの新潟交通電車線）の県庁前駅（のちの白山前駅） - 東関屋駅間、白根駅 - 燕駅間が相次いで開業し、全線が開通。
- 1945年（昭和20年）：太平洋戦争（第二次世界大戦）終戦。
- 1947年（昭和22年）10月10日：昭和天皇の戦後巡幸。大河津分水路や燕小学校などに行幸[9][10]。。
- 1958年（昭和33年）：鎧潟の干拓工事が始まる。
- 1961年（昭和36年）：第2室戸台風により、8.5水害が起きる。
- 1964年（昭和39年）：新潟国体春季大会。
- 1964年（昭和39年）：新潟地震
- 1967年（昭和42年）：国道116号の現道区間が開通。
- 1969年（昭和44年）12月3日：吉田町の工場で火災。強風に煽られて次々と延焼し33棟が全半焼[11]。
- 1974年（昭和49年）：「燕市民歌」（作詞：森菊蔵、作曲：高木東六）を制定。
- 1978年（昭和53年）：北陸自動車道の長岡インターチェンジ - 新潟黒埼インターチェンジ間が開通。
- 1978年（昭和53年）： 6.28水害。
- 1980年（昭和55年）：上越新幹線が長岡駅 - 新潟駅間で試運転を開始。
- 1982年（昭和57年）：上越新幹線の大宮駅 - 新潟駅間が開業。
- 1984年（昭和59年）：越後線及び弥彦線の電化開業。

#### 平成時代
- 1993年（平成5年）：新潟交通電車線廃止。
- 2004年（平成16年）
  - 7月13日：新潟・福島豪雨、市内一部地域で冠水、停電が発生。
  - 10月23日：中越地方で震度7の地震が発生（新潟県中越地震）。市域内での損害は極めて軽微。
- 2007年（平成19年）7月16日：中越地方で震度6強の地震が発生（新潟県中越沖地震）。旧分水町地内を中心に建物の全半壊、道路への亀裂が発生。
- 2010年（平成22年）：玉川堂5代目次男玉川宣夫が人間国宝に認定される。
- 2013年（平成25年）：吉田西太田地内に新市庁舎が竣工し業務を開始。

### 行政区域の変遷
- 1889年（明治22年）：町村制施行により、西蒲原郡が2町77村となる。
- 1901年（明治34年）：町村合併により、西蒲原郡が3町34村になる。
- 1924年（大正13年）：吉田村が町制を施行し吉田町となる。
- 1954年（昭和29年）
  - 3月31日：燕町、小池村、小中川村、松長村が合併し[8]、市制施行。
  - 7月7日：燕市の一部（旧松長村村域（大字羽黒、大字姥島、大字真木））が分離し[8]、小吉村、道上村と合併。中之口村となる。
  - 11月3日：地蔵堂町、国上村、島上村が合併し、分水町が発足[8]（のちに三島郡大河津村の一部を併合）。
- 1955年（昭和30年）：西蒲原郡が4町7村となる。
- 2006年（平成18年）3月20日：（旧）燕市、吉田町、分水町と合併。新市制による燕市となる。

## 人口
| |                                      |  |
| 燕市と全国の年齢別人口分布（2005年） | 燕市の年齢・男女別人口分布（2005年） |  |
| ■紫色 ― 燕市 ■緑色 ― 日本全国 | ■青色 ― 男性 ■赤色 ― 女性            |  |
| 燕市（に相当する地域）の人口の推移 \| 1970年（昭和45年） \| 78,444人 \| \| \| 1975年（昭和50年） \| 80,471人 \| \| \| 1980年（昭和55年） \| 82,984人 \| \| \| 1985年（昭和60年） \| 84,181人 \| \| \| 1990年（平成2年） \| 83,377人 \| \| \| 1995年（平成7年） \| 84,051人 \| \| \| 2000年（平成12年） \| 84,297人 \| \| \| 2005年（平成17年） \| 83,269人 \| \| \| 2010年（平成22年） \| 81,876人 \| \| \| 2015年（平成27年） \| 79,784人 \| \| \| 2020年（令和2年） \| 77,201人 \| \| |                                      |  |
| 総務省統計局 国勢調査より |                                      |  |
| 1970年（昭和45年） | 78,444人                             |  |
| 1975年（昭和50年） | 80,471人                             |  |
| 1980年（昭和55年） | 82,984人                             |  |
| 1985年（昭和60年） | 84,181人                             |  |
| 1990年（平成2年） | 83,377人                             |  |
| 1995年（平成7年） | 84,051人                             |  |
| 2000年（平成12年） | 84,297人                             |  |
| 2005年（平成17年） | 83,269人                             |  |
| 2010年（平成22年） | 81,876人                             |  |
| 2015年（平成27年） | 79,784人                             |  |
| 2020年（令和2年） | 77,201人                             |  |

## 行政
- 市長：鈴木力（すずき つとむ）- 2010年4月23日就任、元・新潟県職員。

### 旧・燕市
当項目では、1954年3月31日から2006年3月19日まで新潟県に存在した（旧）燕市について紹介する。
- 市長（最終）- 高橋甚一（たかはし じんいち）

### 市町村合併

三条・燕地域における平成の大合併の地図。

前述の通り、2006年3月20日に燕市と吉田町、分水町が新設合併し、新しい燕市となった。
当初は、県央地域全体で政府案に沿った合併協議が進められていた。燕市は元々、新潟県西部広域消防事務組合（実質的後継組織は燕・弥彦総合事務組合）の構成町村である弥彦村、寺泊町、岩室村、分水町、吉田町との合併を目指し「西蒲原南部法定合併協議会」を結成して協議を進めたものの、吉田町、岩室村が相次いで離脱、残った4市町村も協議継続を断念して協議会は解散した。このうち岩室村は後に新潟市への編入合併に至っている。
その後、当時の燕市長である高橋甚一は三条市との合併を提案したところ、市内は賛成派と反対派で真っ二つに別れ、住民投票の結果わずかではあったが反対票が上回ったため、合併構想は消滅した。
一方、寺泊町、分水町、弥彦村の3町村による合併協議が進められたものの、弥彦村が合併条件の不備を理由に協議から離脱し、こちらも結局破談となった。
このように県央地域の中でも、特に西蒲原南部地区では合併協議が進まず混乱が続き、燕市をはじめとする各市町村は孤立状態に陥った。しかし吉田町が燕市に対して合併を打診したことから協議が再開され、のちに分水町も参加し、この3市町によって協議が進められることになった。さらに寺泊町も参加の意思を示したものの、3市町からの合意が得られず断念し、寺泊町は後に長岡市への編入合併に至った。また弥彦村はその後合併協議には参加せず、独自立村の道を歩むことになった。
そして2004年3月8日、3市町による任意協議会「燕・吉田・分水合併推進協議会」が発足して具体的な協議を開始し、同年11月4日に法定協議会「燕・吉田・分水合併協議会」に改組、3市町が新設合併によって新市を発足させることで合意に至った。新市名は市民公募の結果「燕市」とする旨も決定。そして2005年2月21日、吉田町産業会館（現在の燕市吉田産業会館）において合併協定の調印式を執り行い、同年3月17日には泉田県知事へ合併申請を行い、同年8月16日付官報に告示され、2006年3月20日付で新設合併により現在の燕市が発足した。

### 庁舎
合併協議においては合併方法や新市の名称、合併建設計画などに加え、市庁舎の位置についても議論がなされたが、3市町の庁舎はいずれも既に築40年前後を経過して老朽化が著しいことから既存庁舎の活用は断念し、吉田地区を建設地として新市庁舎の建設計画を立案する方針が決まった。それに伴って新市庁舎が竣工するまでの間は、本庁機能を分散配置する分庁舎方式をとることとなり、市長室や市議会などをはじめとした市政の中枢部は吉田庁舎（旧吉田町役場）に配置された。吉田庁舎と燕庁舎（旧燕市役所）、分水庁舎（旧分水町役場）では引き続き各地区の業務が行われると共に、市の各部署が分散して置かれ、業務が行われていた。
2009年2月、市は「新市庁舎建設基本計画」をまとめ、市域のほぼ中心点で、吉田庁舎から南東側約1.6km、国道116号吉田バイパス予定地沿線にあたる吉田西太田地内の農地を市庁舎の建設地とする旨を決定し、2011年7月に着工、2013年4月に竣工、同年5月7日から業務を開始した。現市庁舎は地上4階建て、延床面積約11,400m2で、市内の公共施設では初めて免震構造を採用するなど防災機能を強化した他、太陽光発電や風力発電を採用するなど環境対策も図られた。総工費は45億5800万円を要した。新庁舎への移転と併せ、旧吉田庁舎は改修後、市民交流センターや別棟は水道局庁舎として活用され、その後、旧燕庁舎新館は新たに燕庁舎として開庁して水道庁舎が移転し、健診センターを設置。新しい燕庁舎と分水公民館に行政サービスコーナーを開設して証明書類の交付などを実施している。老朽化が著しかった旧燕庁舎本館と旧分水庁舎は閉鎖の上、解体撤去された。

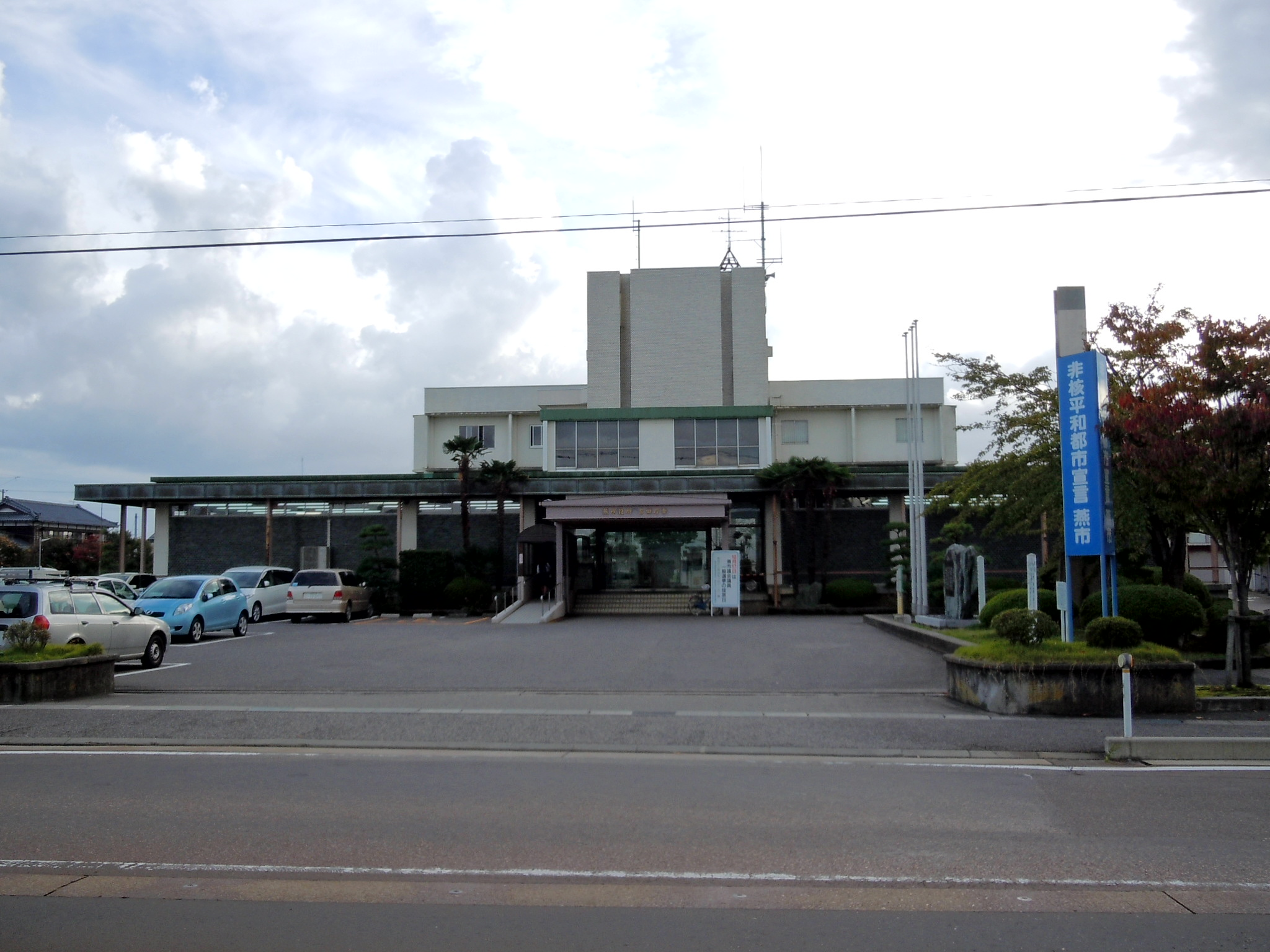
吉田日之出町の旧吉田庁舎本館（1970年度建築[13]、現在は空き施設、同一敷地内に市水道局庁舎あり）
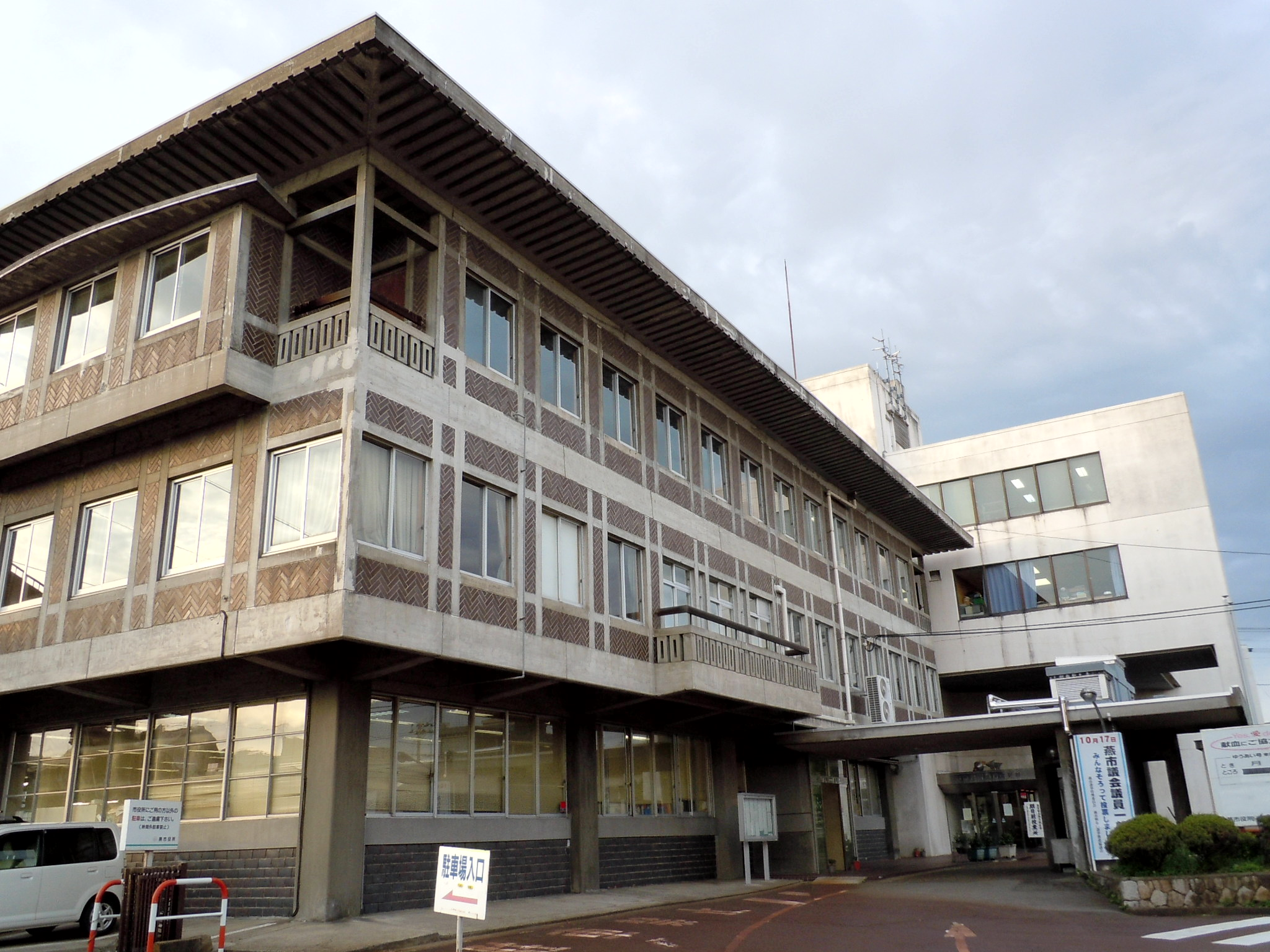
白山町二丁目の旧燕庁舎本館（1962年度建築[13]、老朽化に伴い撤去済み）
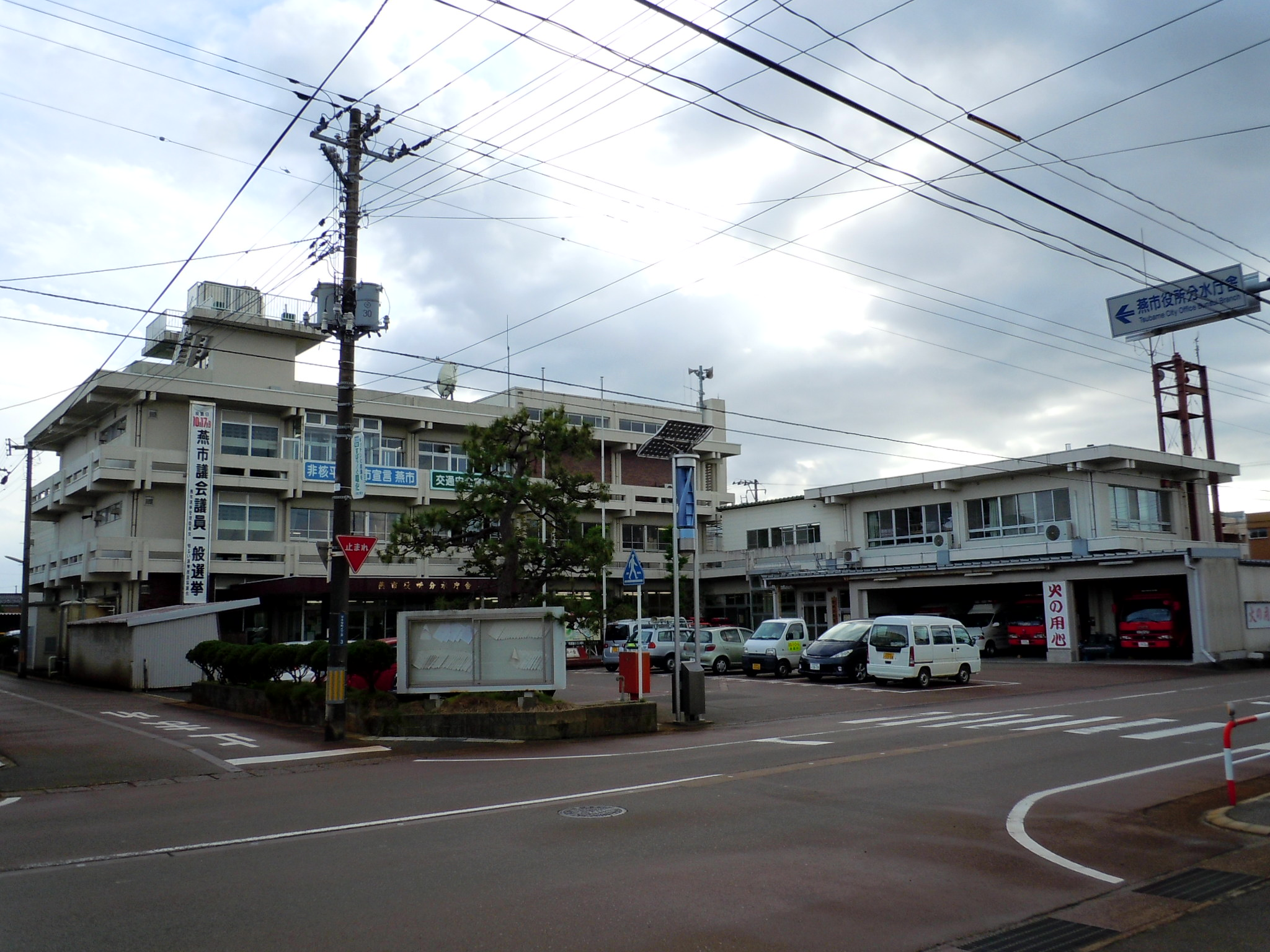
分水桜町三丁目の旧分水庁舎（1965年度建築[13]、老朽化に伴い撤去済み）
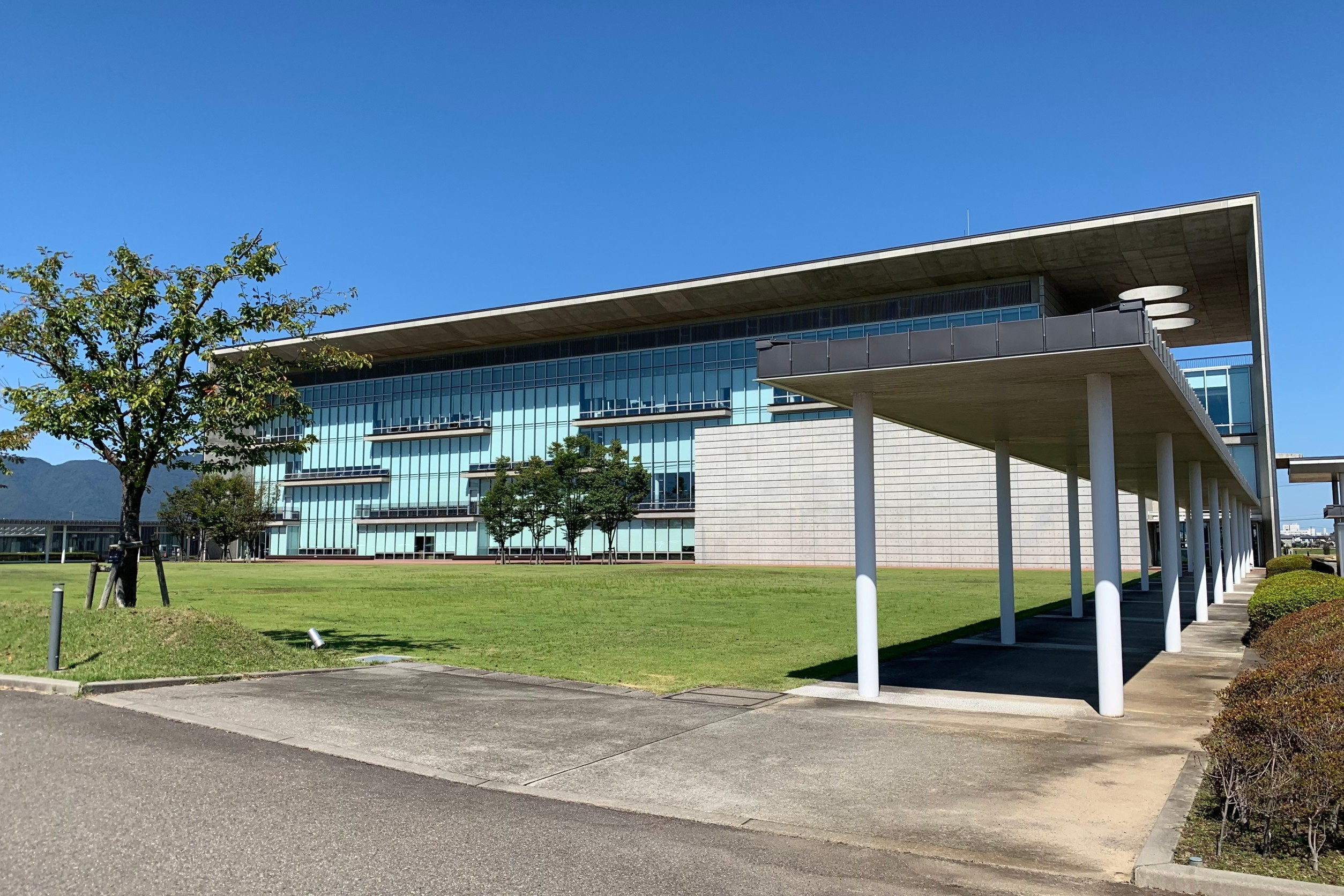
市役所新庁舎南側の「にぎわいの宴側」「まちづくり広場」「雁木プロムナード」（2021年9月）
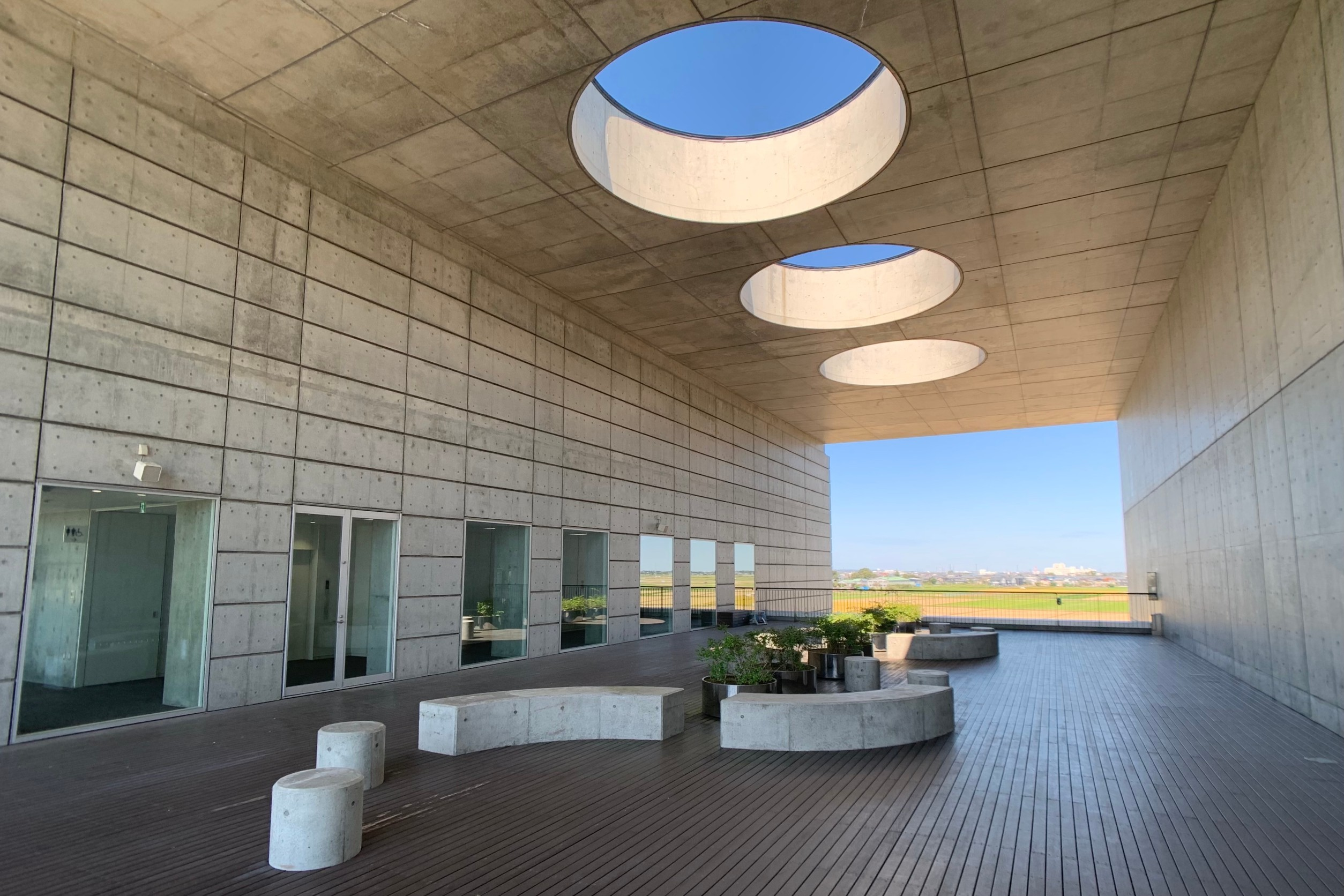
市役所新庁舎4階のテラス（2021年9月）

## 議会

### 市議会
- 定数：20人[16]
- 任期：2018年11月1日 - 2022年10月31日
- 議長：大原伊一
- 副議長：渡邉雄三

### 衆議院
- 選挙区：新潟2区（新潟市の一部、長岡市の一部、柏崎市、燕市、佐渡市、西蒲原郡、三島郡、刈羽郡）
- 任期：2021年10月31日 - 2025年10月30日
- 投票日：2021年10月31日
- 当日有権者数：288,107人
- 投票率：62.66％

| 当落 | 候補者名 | 年齢 | 所属党派   | 新旧別 | 得票数    | 重複 |
| ---- | -------- | ---- | ---------- | ------ | --------- | ---- |
| 当   | 細田健一 | 57   | 自由民主党 | 前     | 105,426票 | ○    |
|      | 高倉栄   | 50   | 国民民主党 | 新     | 37,157票  | ○    |
|      | 平あや子 | 41   | 日本共産党 | 新     | 33,399票  | ○    |

## 経済

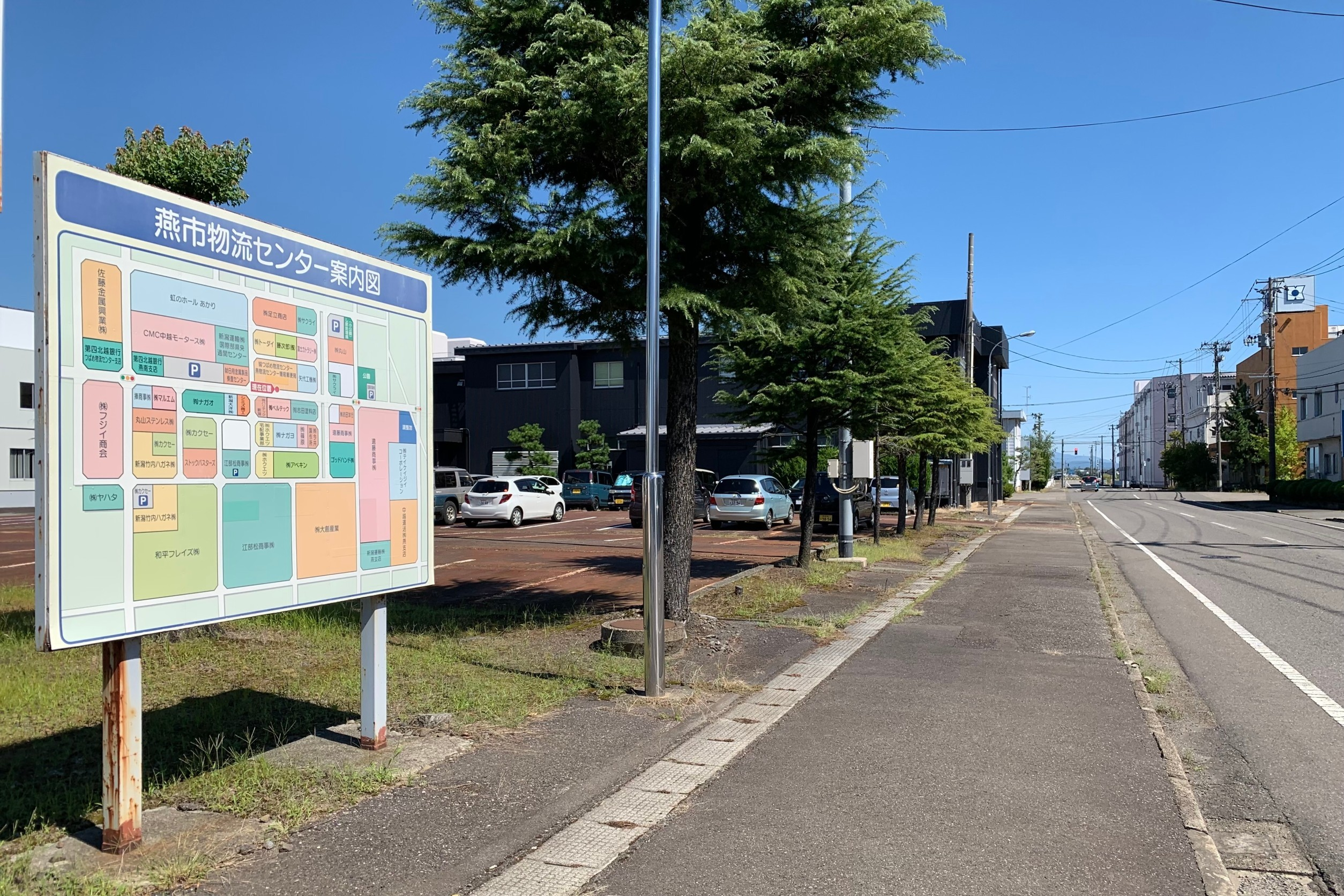
燕市物流センター

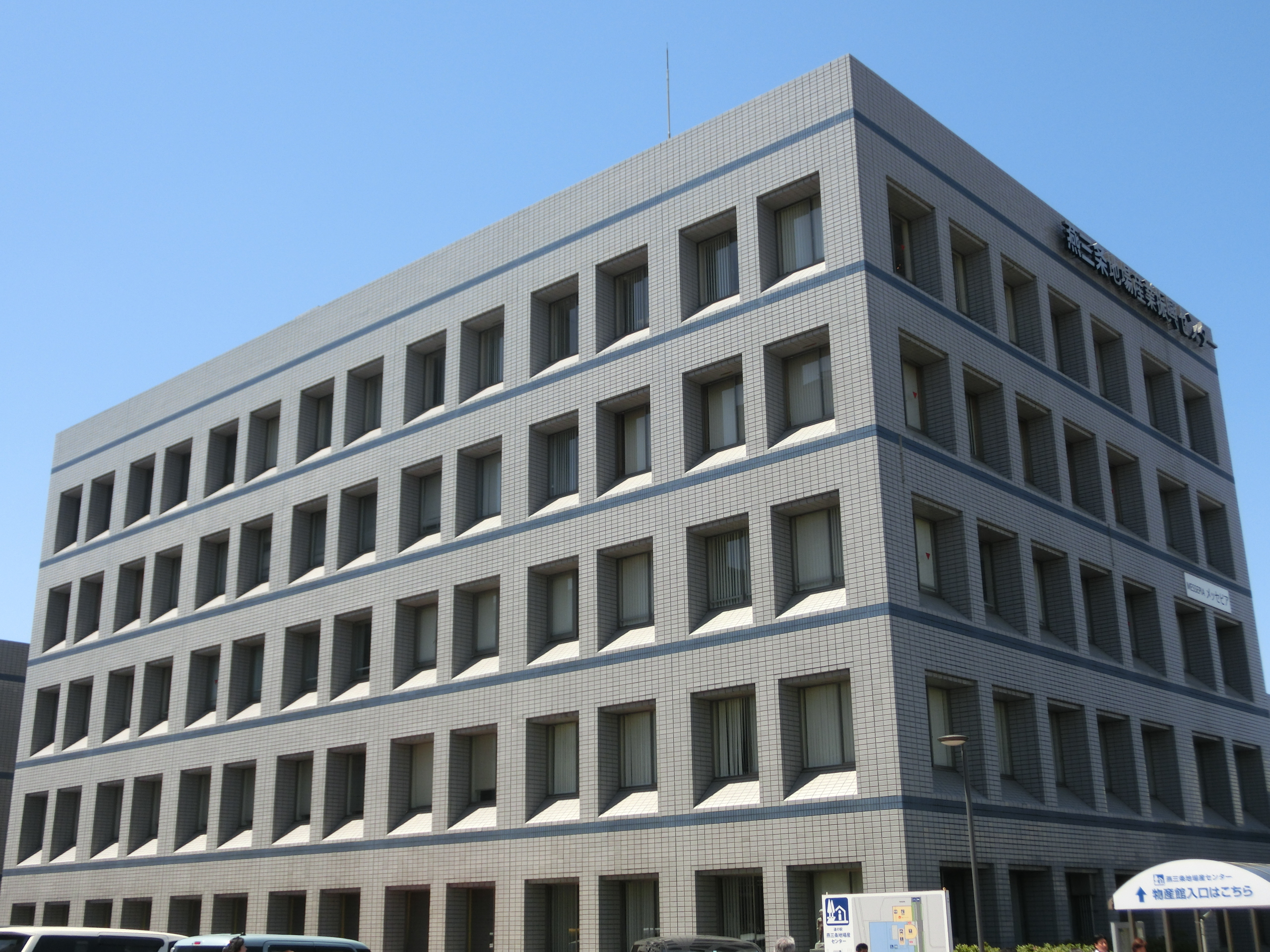
三条市との境界上に立地する燕三条地場産業振興センター「メッセピア」

### 産業
新潟県県央地域は日本を代表する金属加工製品の一大産地で、機械、自動車部品の製造が非常に盛んである。
とりわけ燕市はステンレス製品の加工業者が数多く立地し、特にカトラリーを中心とした金属製洋食器においては日本国内生産シェアの90％以上を占める。またプレス金型の製造業者が数多く、プラスチックなど非金属製品の製造も盛んに行われている。
市内に立地する全産業のうち、製造事業者の割合が36.4%であり、全国市区町村（従業者数1万人以上）の中で最も製造業の比率が高い市区町村である。（平成21年経済センサス）
燕市には、得意とする部品や加工技術（溶接など）を異にする小規模な工場が多い。このため、医療機器など技術的に高度な少量の案件にも経営者や職人が話し合って素早く対応し、生産品目を多角化してきた。
市内3地区の外郭部は水田がその多くを占めており、稲作を中心とした農業も基幹産業の一つである。養豚も盛んで、特に豚肉は県内各産地と共に「越後もちぶた」のブランドで県内外へ出荷している。

#### 燕市における金属加工業の歴史
17世紀初頭、毎年のように起こる風水害に疲弊した三条・燕地域の領民を救うため、三条城に在任していた出雲崎陣屋代官の大谷清兵衛が、江戸から和釘の鍛冶職人を招き、農民の副業として和釘製造を奨励した。これが燕鍛冶の始まりである。その後、度重なる江戸の大火で和釘の需要は甚だしく増え、生産は繁忙を極めた。和釘のほかにも自家用鋸の目立用の刃鈩、仙台出身の藤七という名の人物が始めた銅器、江戸や会津から伝わった煙管、矢立の製造も始められた。
明治時代以降も東京や横浜では大災害や大火があり、和釘の需要はさらに拡大したが、燕・三条など国内の生産だけでは間に合わなかったことから、洋釘が導入され、これをきっかけに和釘の需要が減り、明治20年代には洋釘にほとんど取って替わられた。これによって、燕の主力産業であった和釘鍛冶業は、鈩、煙管、銅器、矢立、彫金など、他の金属加工業種への転業を余儀なくされた。銅製品は「燕銅物」と呼ばれ、もともと和釘とともに高い評価を受けており、明治後期には銅器・鈩・煙管業界は盛況を極めた。

#### 主な企業
- 玉川堂 ‐ 日本を代表する伝統工芸の一つ、鎚起銅器の鍛造を営む1816年（文化13年）創業の老舗で、燕（中央通二丁目）に工房を有する。鎚起銅器の製作技術は県の無形文化財および国の記録作成等の措置を講ずべき無形文化財にそれぞれ指定・選択され、店舗等建物は国の登録有形文化財に登録されている。また5代目次男の玉川宣夫は、鍛金の製作技術で国の重要無形文化財保持者（人間国宝）に認定されている。
- 明道メタル - リロール・メーカー機能とコイルセンター機能を併せ持つ総合ステンレス加工メーカー。燕の本社・工場の他、吉田鴻巣にも工場を有する。
- AIRMAN - 大型エアコンプレッサーのブランド「AIRMAN」を中心とした建設機械メーカー。吉田地区南部の下粟生津に本社・工場が所在する他、創業地である分水地区の笹曲にも工場を有する。
- 三星金属工業 - コンクリート用棒鋼、土工用砕石など建設部材の製造を手掛ける合同製鐵の連結子会社。燕地区の小関に本社・工場を有する。三星の読み仮名は「みつぼし」で、韓国の三星財閥（サムスングループ）とは無関係である。
- うさぎもち - 餅、冷凍米飯、米粉など米加工品の製造。特に包装餅は「うさぎもち」のブランドで国内各地に出荷されており、サトウ食品、越後製菓に次ぐ業界シェア第3位である。本社は吉田東栄町。2014年7月に民事再生法の適用を申請し、前掲のサトウ食品とスポンサー契約を締結して経営再建が進められる。2017年5月に「きむら食品」から現商号に変更。
- 遠藤製作所 - ステンレス加工。自動車部品用ステンレス材の他、鋳造ゴルフクラブ・ヘッドの製造も手掛け、自社ブランド「エポン」の製造販売元でもある。本社は燕地区の東太田。
- 遠藤工業 - 産業用機械部品、工具等製造メーカー。上記の遠藤製作所とは無関係。
- 遠藤商事 - プロ用厨房機械器具、ステンレス洋食器の輸入・製造卸。上記2社とは無関係。
- 富士通フロンテック - 前身企業は燕地区で洋食器製造業を営んでいた金岩工作所で、1944年に富士通傘下となり電話機等の電気機器製造に転換。現在はATMやPOS等、金融・流通関連のシステムを手掛けるメーカーである。吉田東栄町に新潟工場を有する。
- パナソニック - 分水地区の大川津字島畑にエコソリューションズ社新潟工場を有する。1973年11月、松下電工新潟工場として操業開始。2008年のパナソニック電工への商号改称を経て、2012年のパナソニックグループの組織再編に伴って現体制となった。新潟工場では操業開始以来、主に照明機器の製造が行われている。
- フジイコーポレーション - 除雪機、農業用機械製造の準大手。
- 曙産業 - プラスチック製品加工メーカー。「くっつかないしゃもじ」などアイディア提案型日用品の企画・製造に特化している。本社所在地は燕地区の南町。
- ユニフレーム - キャンプ・アウトドア用品メーカー
- 和田ステンレス工業 - ステンレス容器製造。ビール樽など各種容器はもとより、電子工業や食品加工、製薬などの分野で使用されるクリーン容器の製造技術を有する。吉田下中野に本社・工場を有する。
- 東陽理化学研究所 - ステンレス、アルミニウム、チタニウム等表面処理
- サクライ - 洋食器メーカー。本社所在地は燕地区の物流センター一丁目。事業内容は金属洋食器製造販売、HVS（特殊表面加飾）、表面硬化処理等[20]。
- 燕振興工業 - カトラリーなど洋食器の他、カーブミラーなどの反射鏡や道路標識、広告板、案内板などの製造を数多く手掛ける。本社所在地は燕地区の小池。
- ツインバード - 小型家電製品メーカー。スタンドなどの小型照明機器で国内第2位のシェアを持つ他、ニッチ製品の企画・販売に特化している。本社所在地は吉田西太田。
- 山崎金属工業 - ステンレス食器・銀食器を中心としたカトラリーの製造メーカー。ノーベル賞授賞式の晩餐会に用いられるカトラリーの製造を手掛けるなど高級品に特化しており、世界各地へ出荷されている。本社所在地は燕地区の大曲。
- 藤次郎 (刃物製造) - 「藤次郎」ブランドの業務用・家庭用包丁専門メーカー。
- ホクエツ - 小型農業機械のメーカー。農業関係以外にも宅配トマト事業部でオフィス向けの消耗品も取扱いしている。
- 丸七 - 日用品卸売会社。本社所在地は燕。
- エムテートリマツ - 給食・外食向けキッチン用品の卸販売。厨房良品サイト運営
- アキラ産業 - 新潟県内を中心に100円ショップ「なんじゃ村」を展開。
- 協栄信用組合 - 燕市を中心に加茂市、田上町、新潟市南部に店舗網を有する信用協同組合。本部・本店は燕地区の東太田。
- 原田乳業
- 新潟大栄信用組合 - 本部・本店は分水地区の分水桜町。長岡市・柏崎市・佐渡市・出雲崎町に店舗を有する。

## 姉妹都市・提携都市
- シェボイガン（アメリカ合衆国 ウィスコンシン州シェボイガン郡）
1996年（平成8年）1月11日に旧燕市と姉妹都市を締結、新設合併後の2006年（平成18年）12月25日付で市議会議決により再締結
同市は人口5万人を有し、陶器や金属、プラスチック製造を中心産業とするなど、燕地区と人口規模や産業構造が似通っていることを縁に交流が始まり、交換留学などの事業が実施されている。
- ダンディ村（英語版）（アメリカ合衆国 ミシガン州モンロー郡）
1994年（平成6年）5月24日に旧吉田町と姉妹都市を締結、新設合併後の2006年12月25日付で市議会議決により再締結
吉田地区の企業の関連会社が、同村に拠点を設けたのを縁に交流が始まり、シェボイガンと同様に交換留学などの事業が実施されている。

### その他
燕市は日本プロ野球 (NPB) のチームである東京ヤクルトスワローズ（セントラル・リーグ）との間で、2011年（平成23年）シーズンからチーム名と同じ「つばめ」に因んで交流・連携事業を実施している。
2010年（平成22年）9月15日、ヤクルト球団の本拠地である明治神宮野球場の対読売ジャイアンツ（巨人）戦で実施されたイベント「うまさぎっしり新潟Day」で、燕市が市内産ブランドコシヒカリ「飛燕舞（ひえんまい）」を出品した所、「縁起が良い」と球団関係者の眼に止まった事が契機となり、翌年には正式に連携協定を締結して交流事業が開始された。
燕市では、同球団と共同で同年から市内の水田で田植え・稲刈りを通じた市民とファンの交流イベント「スワローズ・ライスファームプロジェクト」を開催している他、燕市に拠点を置く企業による主催公式戦の賞品提供や、球団グッズの企画・製造等が行われている。球団マスコットのつば九郎は2013年（平成25年）、燕市の親善大使として「燕市PR隊鳥」に任命され、市内の祭りやイベント等に派遣されている。
同球団ではキャンプ地でもある愛媛県の松山市、宮崎県の西都市、沖縄県の浦添市とも交流・連携事業を実施しており、これら計4市が相互理解と協力関係を深めると共に、相乗効果で各市のイメージアップや地域活性化に繋げる事を目的に、同球団の本拠地である明治神宮野球場でのイベントや、各都市が持ち回りで毎年夏に開催している少年野球大会等で交流を深めている。
因みに同球団に在籍した事がある新潟県出身のプロ野球選手は渡辺保、大滝信孝、黒坂幸夫、川村一明、青島健太、本間忠、鈴木裕太の7人である。
なお、同球団のユニフォームのロゴを担当した亀倉雄策も、燕市の出身である。

## 教育

### 大学
市内に大学は所在しない。
なお2005年には柏崎市の新潟産業大学が、燕市内にサテライトキャンパスを設置する構想を明らかにしたものの、同市および財界関係者などが「機能の一部だけであっても、産大が市外に移転する事は容認しがたい」と難色を示すなどし、実現には至らなかった。

### 中等教育学校
- 新潟県立燕中等教育学校

### 高等学校
- 新潟県立燕高等学校
- 新潟県立吉田高等学校
- 新潟県立分水高等学校

### 中学校
- 燕市立燕中学校
- 燕市立小池中学校
- 燕市立燕北中学校
- 燕市立吉田中学校
- 燕市立分水中学校

### 小学校
| - 燕市立燕東小学校 - 燕市立燕西小学校 - 燕市立燕南小学校 - 燕市立燕北小学校 | - 燕市立小池小学校 - 燕市立大関小学校 - 燕市立小中川小学校 - 燕市立松長小学校 | - 燕市立粟生津小学校 - 燕市立吉田小学校 - 燕市立吉田北小学校 - 燕市立吉田南小学校 | - 燕市立島上小学校 - 燕市立分水小学校 - 燕市立分水北小学校 |

### 特別支援学校
- 新潟県立吉田特別支援学校

## ライフライン
- 東北電力ネットワーク（電気）
- 白根ガス（都市ガス（燕地区））

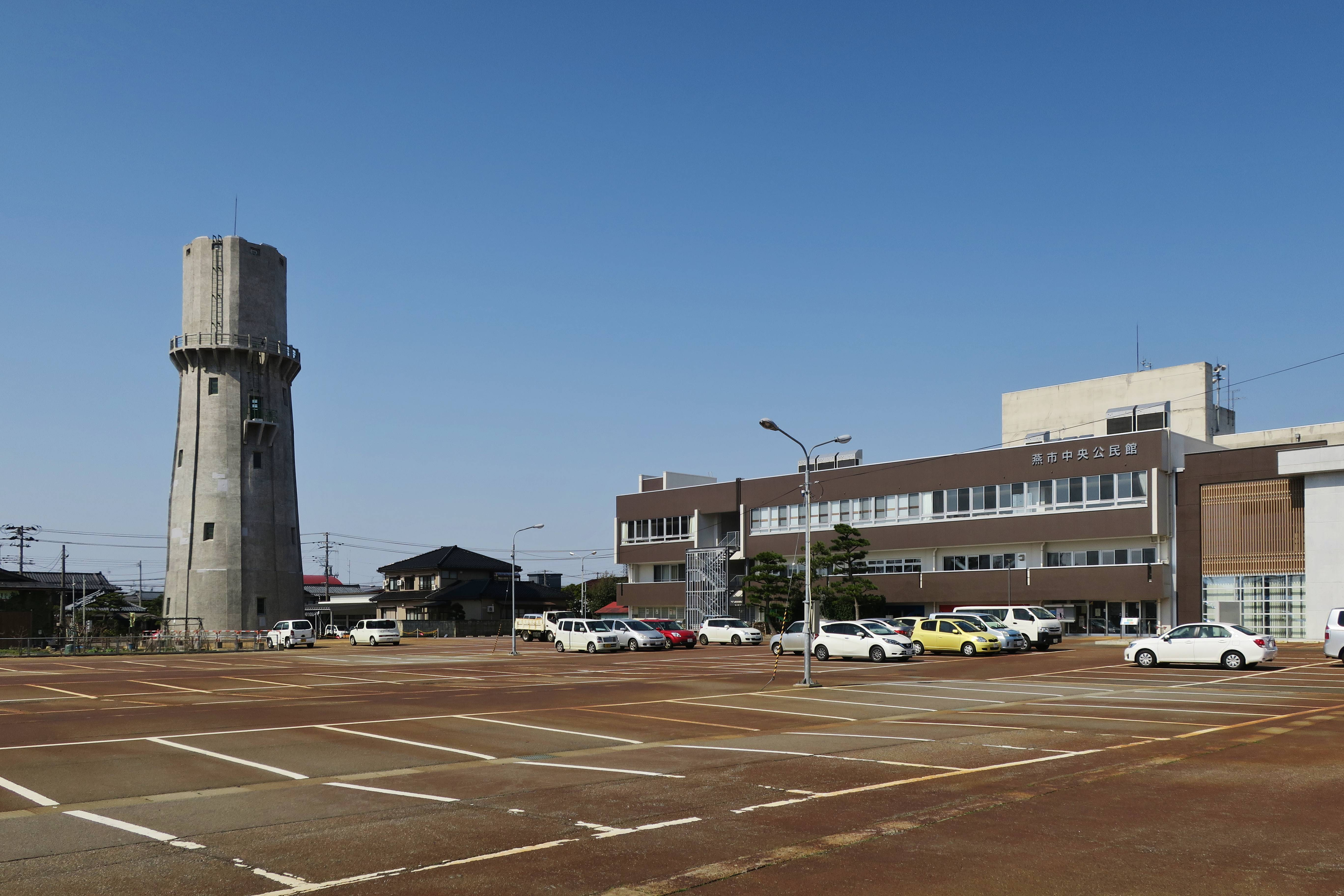
燕市旧浄水場配水塔と中央公民館

- 蒲原ガス（都市ガス（吉田地区、分水地区））

## 施設
主な文化・ホール施設
- 燕市文化会館

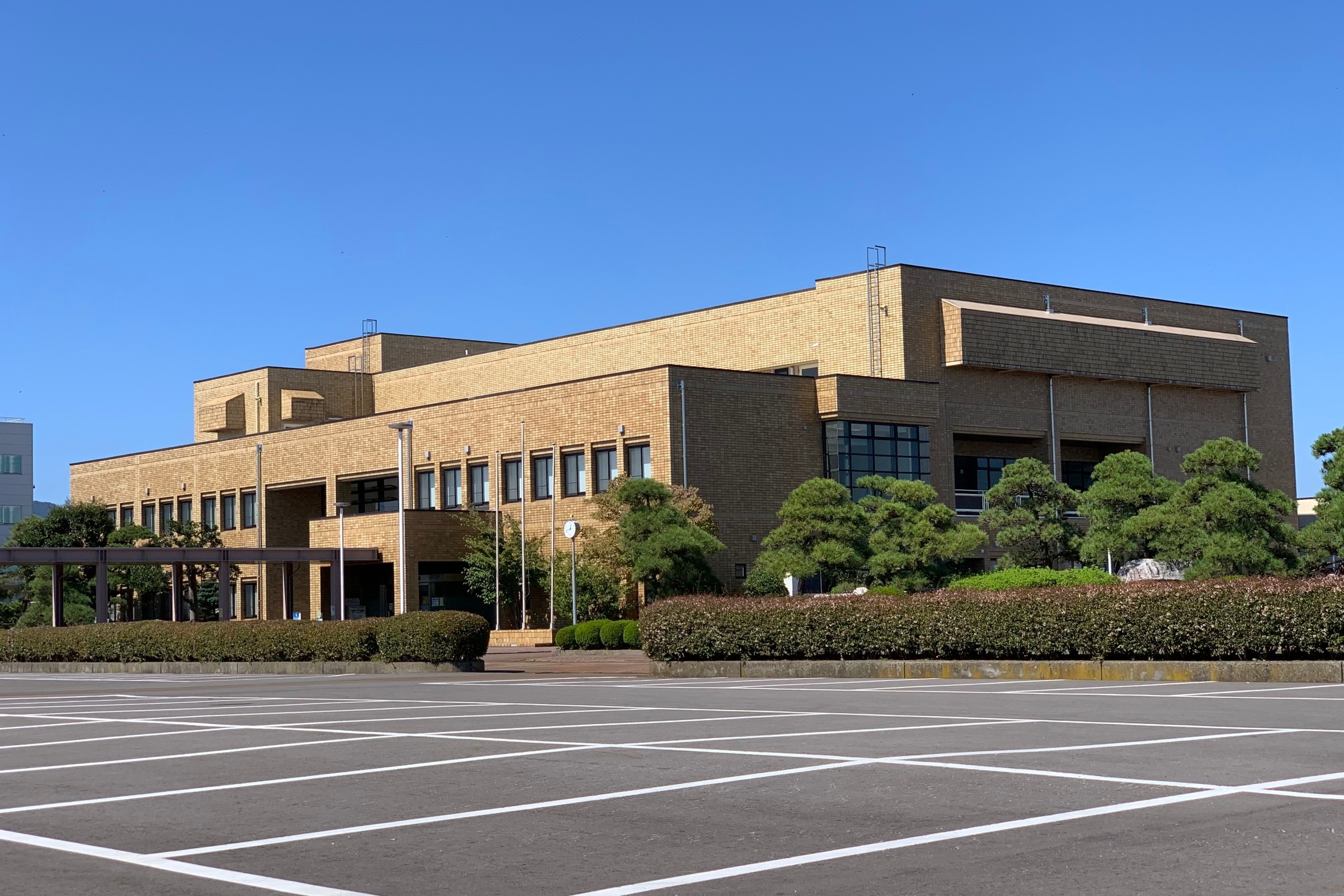
吉田産業会館

- 吉田産業会館 - 吉田町産業会館として東栄町工場団地内に1984年完成。

主なスポーツ施設
- 燕市体育センター

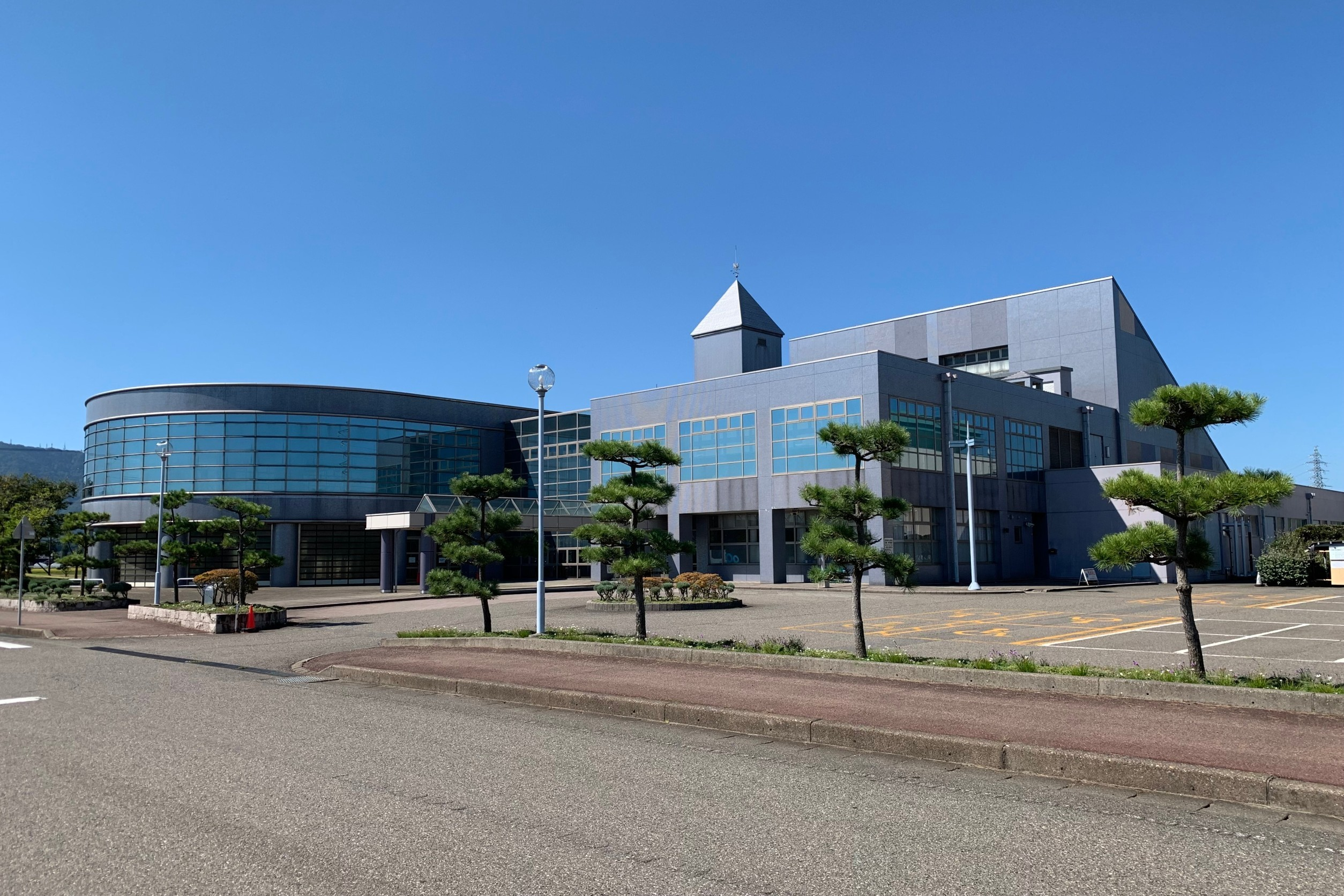
ビジョンよしだ

- 吉田トレーニングセンター（ビジョンよしだ） - 1994年竣工。
- 吉田総合体育館 - 1977年完成。
- 分水総合体育館
- ジムナスト分水
- スポーツランド燕

## 交通

### 鉄道路線

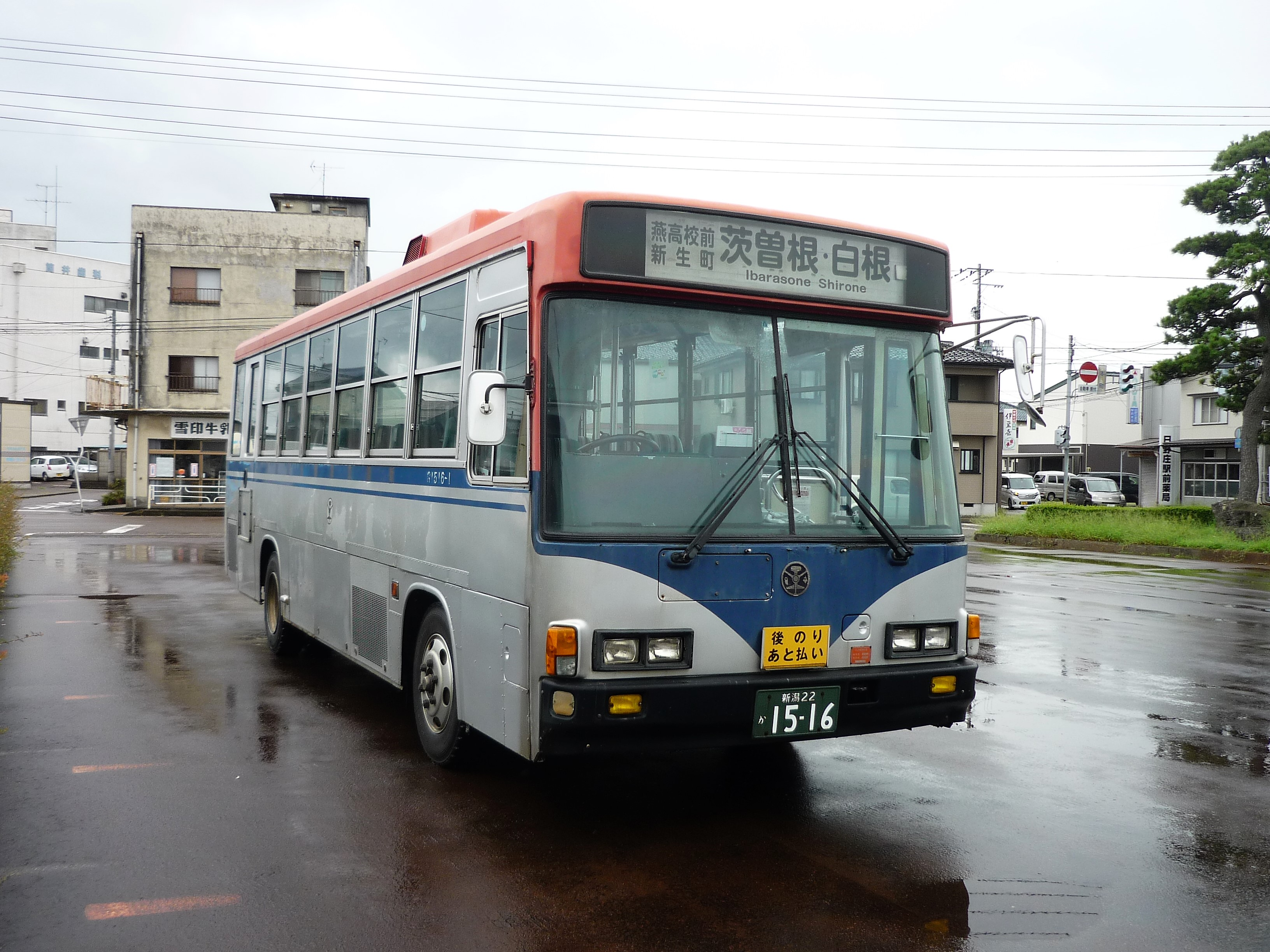
燕駅前を出発する新潟交通観光バスの路線バス。廃止された新潟交通電車線の代替を担う

中心となる駅は吉田駅（市内唯一の有人駅）であるが、市役所庁舎の最寄り駅は越後線の南吉田駅。
東日本旅客鉄道（JR東日本）
- ■弥彦線：吉田駅 - 西燕駅 - 燕駅
- ■越後線：分水駅 - 粟生津駅 - 南吉田駅 -吉田駅 - 北吉田駅

なお、燕三条駅は駅長室が三条市域にあるため所在地は三条市だが、駅舎自体は燕市と三条市に跨っている。

### 過去の鉄道路線
- 新潟交通電車線（かつては弥彦線燕駅に接続し、灰方駅－小中川駅を通って新潟市方面への鉄道線があったが、1993年8月1日に廃止された。）

### バス
越後交通および新潟交通観光バスの路線バスのほか、市により循環バス「スワロー号」「やひこ号」が運行されている。また、市内全域に予約制乗合ワゴン車「おでかけきららん号」が設定されている。
このほか、2020年（令和2年）10月からは燕市産業史料館や燕三条駅を経由するコミュニティバスの実証実験が行われている。
高速バスは、北陸自動車道上の三条燕バスストップから県内線・県外線とも多数の路線が利用できる。また、燕駅を発着地とし、三条燕ICから高速道路を出入りして新潟市街を結ぶ路線も平日2往復のみ新潟交通観光バスにより運行されている（詳細は新潟交通観光バス#高速バスを参照）。

当市域および長岡市北西部のバス路線図。旧燕地区・三条方面・新潟方面（赤エリア内）の一部路線は省略
旧燕地区を含む県央地域のバス路線図。

### 道路
高速道路
- 北陸自動車道：(39) 三条燕IC - 三条燕BS

一般国道
- 国道116号
  - 吉田バイパス（建設中）
- 国道289号
  - 燕北道路（一部開通）
- 国道8号（三条市大島地域に飛び地（燕市東町）があり、わずか数十メートルだが市域内を跨っている部分がある[25]）

県道
| - 新潟県道2号新潟寺泊線 - 新潟県道18号燕地蔵堂線 - 新潟県道22号長岡寺泊線 - 新潟県道29号吉田弥彦線 - 新潟県道44号新潟燕線 - 新潟県道55号新潟五泉間瀬線 - 新潟県道68号燕分水線 | - 新潟県道127号新津茨曽根燕線 - 新潟県道144号吉田停車場線 - 新潟県道145号分水停車場線 - 新潟県道153号燕白根線 - 新潟県道159号分水寺泊線 - 新潟県道161号燕停車場線 - 新潟県道165号見附分水線 | - 新潟県道223号石瀬吉田線 - 新潟県道224号地蔵堂中島線 - 新潟県道250号月潟吉田線 - 新潟県道256号分水栄線 - 新潟県道260号三条八王寺線 - 新潟県道374号五千石巻新潟線 - 新潟県道383号佐渡山巻線 | - 新潟県道384号羽黒燕線 - 新潟県道405号国上公園線 - 新潟県道408号佐善国上線 - 新潟県道459号桜町小池線 - 新潟県道549号渡部敦ヶ曽根線 |

道の駅
- 国上

## 文化

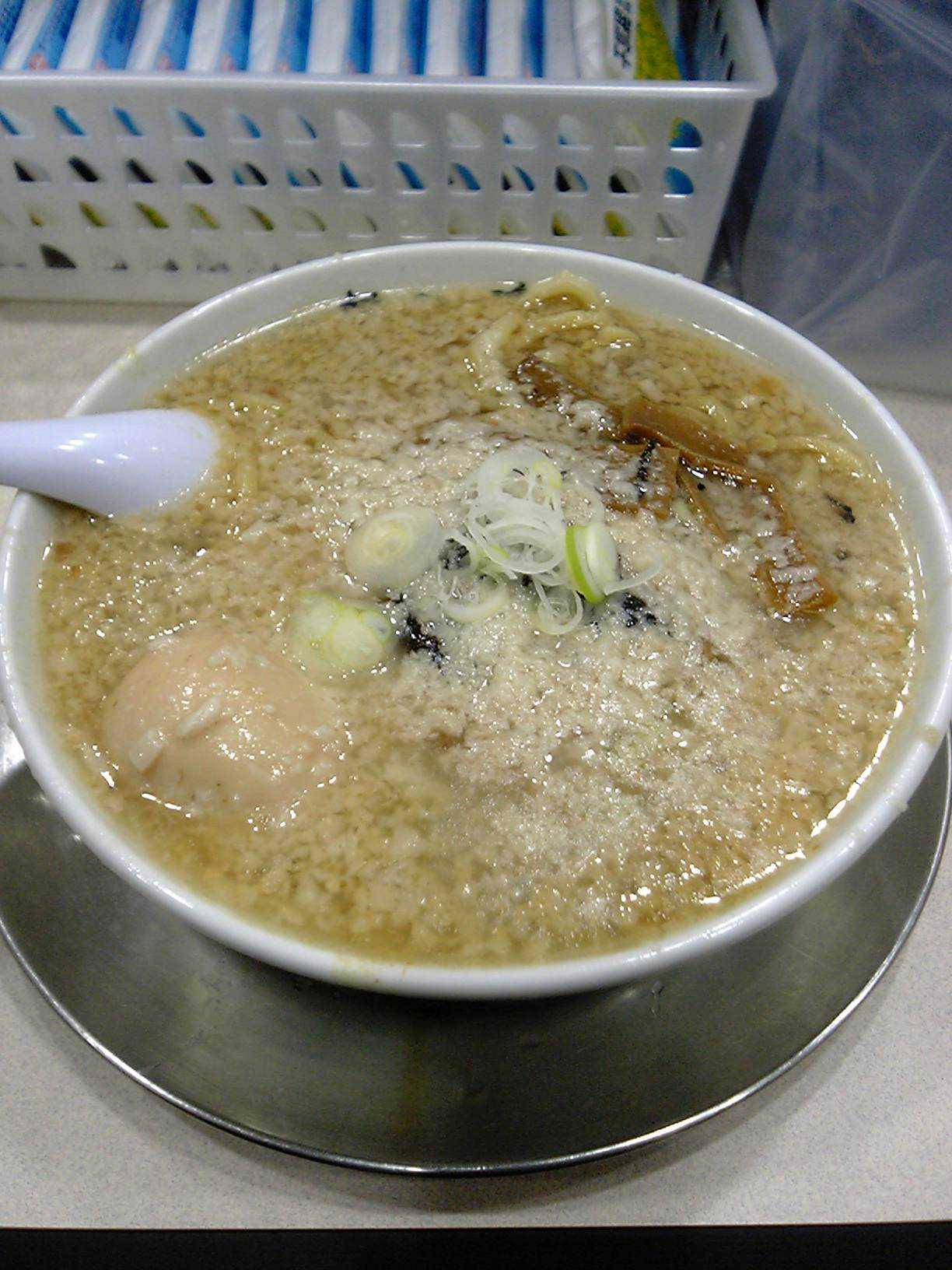
背脂ラーメン

### 料理
- 背脂ラーメン - 市内のラーメン店（福来亭）が発祥。背脂チャッチャ系の源流ともいわれる。
- 鶏肉のレモン和え - 鶏のから揚げに、レモン果汁をブレンドした甘辛いたれを絡めたもの。吉田地区で1981年（昭和56年）から学校給食のメニューとして提供され、同地区を中心に親しまれている[26]。

このほか、昭和30年代以降、釜飯が根付いている。

## 観光

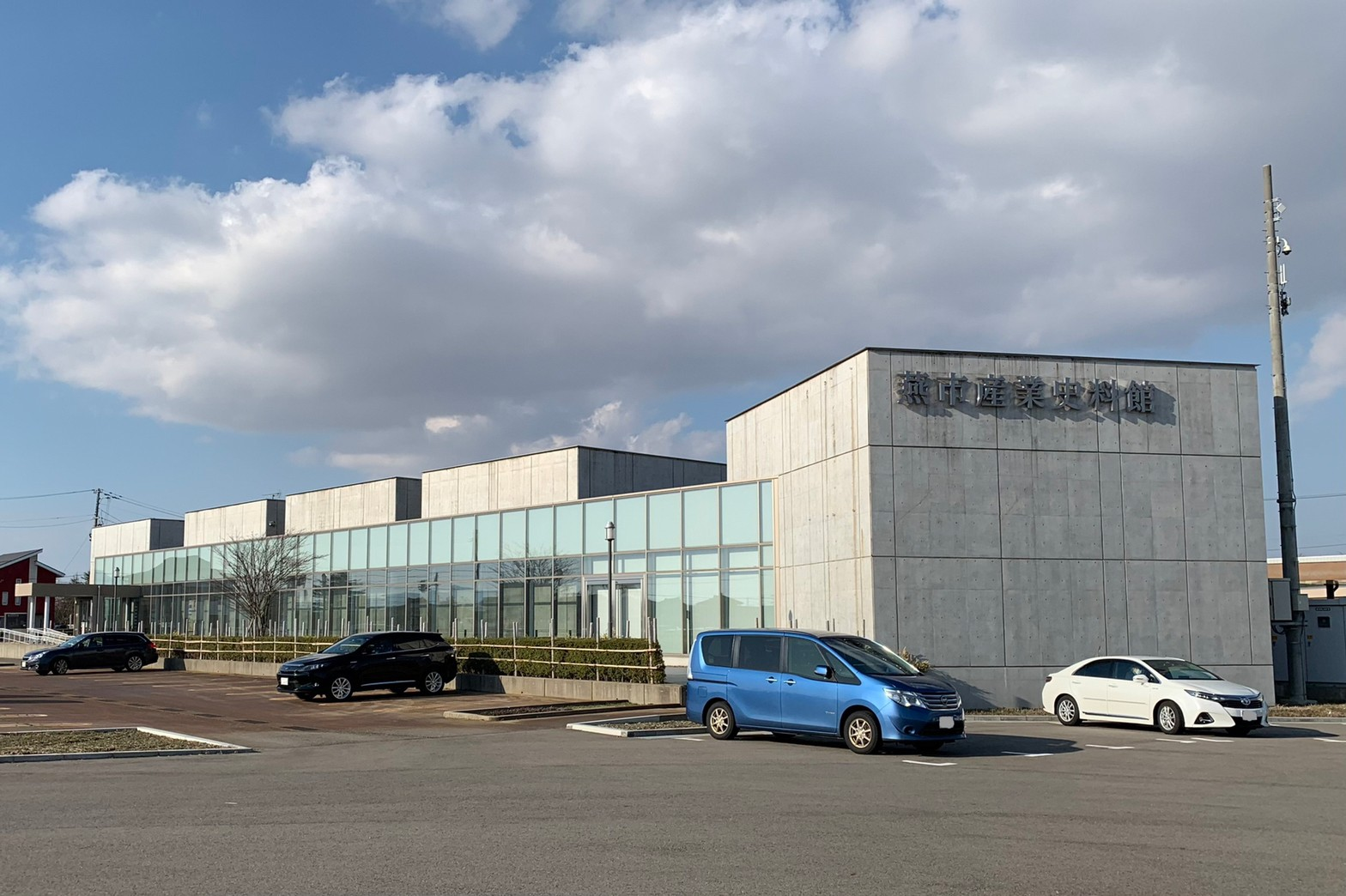
燕市産業史料館

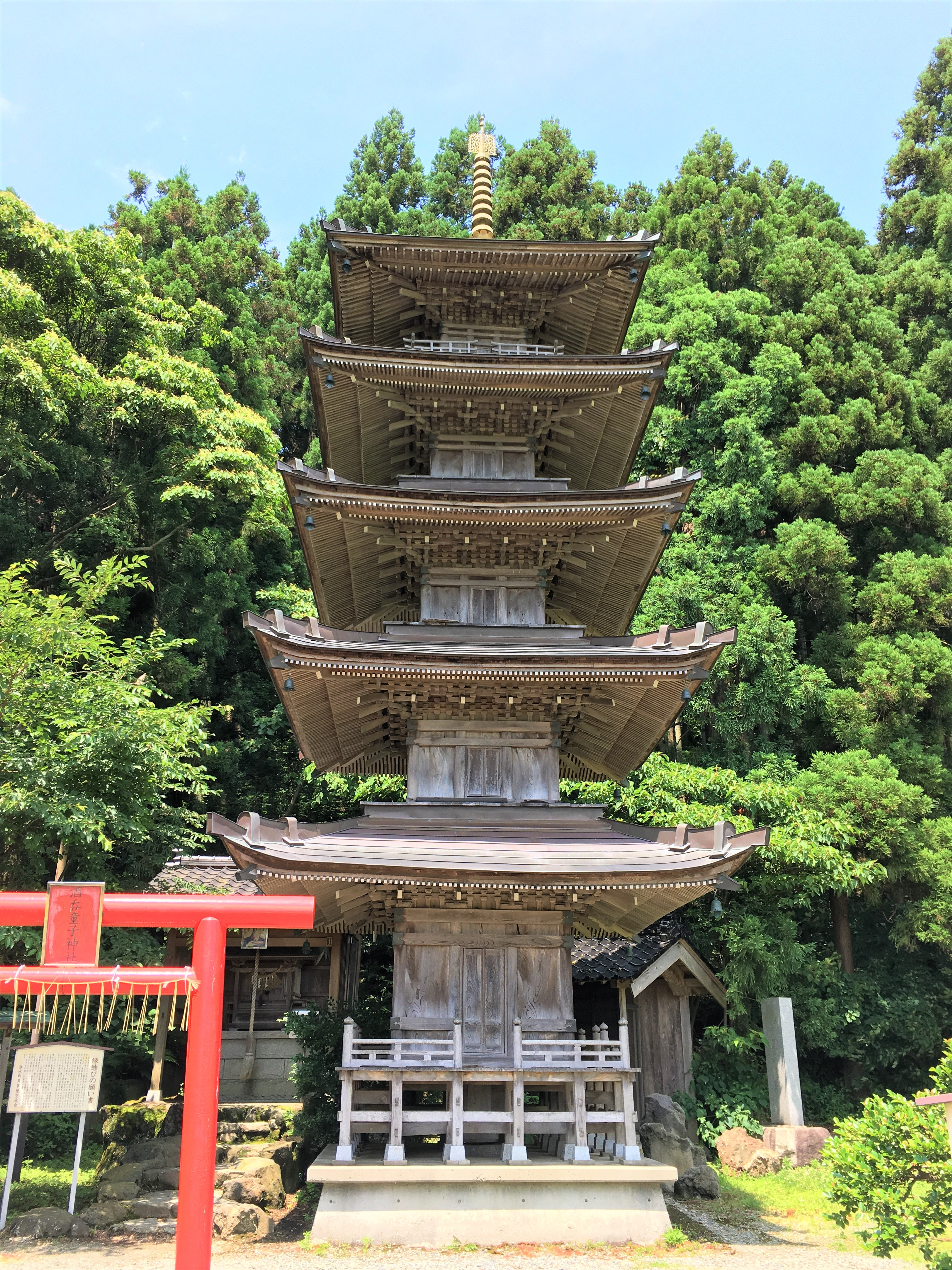
酒呑童子神社五重塔

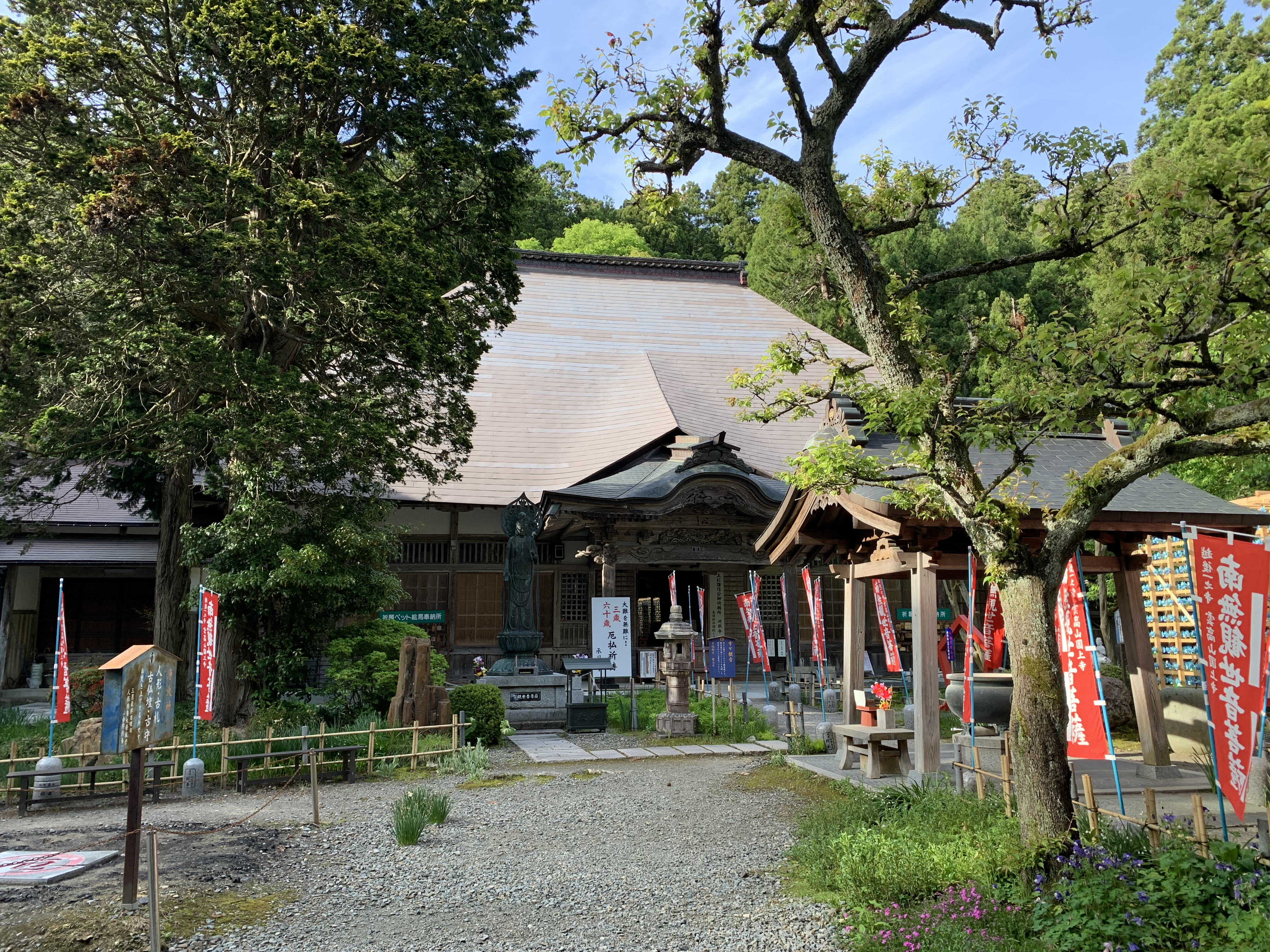
国上寺

参考Webページ：「観光パンフレット（燕市観光協会）」
工場見学・体験などの産業観光が盛んである。

### 観光スポット
- 国上山

国上寺や、五合庵、乙子神社といった良寛ゆかりの地をめぐることができ、遊歩道や展望台、ビジターサービスセンター、駐車場など観光整備が行われている。
- 大河津分水路

日本さくら名所100選に選定された桜の名所。大河津分水路と信濃川に挟まれた地域は公園として整備されており、大河津可動堰や新洗堰、国の登録有形文化財である（旧）洗堰を眺めることができるほか、「信濃川大河津資料館」や魚道観察室が設けられるなど総合学習の場となっている。
- 藤次郎オープンファクトリー - 2017年7月オープン[30]。
- 燕市産業史料館
- 燕市分水良寛史料館
- 燕市長善館史料館
- 燕市旧浄水場配水塔（水道の塔）
- 米納津隕石落下地

天保8年（1837年）に隕石が落下してきた場所であり、跡地には記念碑が建てられている。
- 八王寺大白藤

樹齢350年と推定され、県指定の天然記念物となっている。
このほか、隣接する三条市に燕三条地場産センターが設けられ、県央地域の情報発信拠点となっている。

### 娯楽・レジャー
- イオンシネマ県央
- 日帰り温泉 てまりの湯（道の駅国上内）
- フリーアートフィールド（サブスクリプション型キャンプ場） - 2020年9月オープン[33]。
- 燕市交通公園

### 祭事・催事
- 分水おいらん道中（4月第3日曜）
- 燕戸隠神社春季祭礼（5月中旬）
- 天満宮祭礼（5月24日、25日）
- 飛燕夏まつり（7月第3土曜・日曜）
- 分水まつり（7月第3土曜・日曜）
- 吉田まつり（7月第4金曜・土曜）
- 燕戸隠神社秋季祭礼（9月15日）
- 燕三条 工場の祭典（10月上旬）
- 越後くがみ山酒呑童子行列（9月下旬）

## 著名な出身者
50音順。職種等の後に出生地区を旧自治体名で記載する。このうち4名が2020年7月現在、燕市から「燕市PR大使」に任命されている。
- 池田雄一 - プロバスケットボール選手（新潟アルビレックスBB所属）吉田町
- 上杉香緒里（演歌歌手）吉田町 - 燕市PR大使
- 上山善紀（近畿日本鉄道元会長・社長、故人）分水町
- 宇佐美彰朗（元マラソン選手）吉田町
- 漆原大晟（阪神タイガース投手）吉田町
- 金子繁治（元プロボクサー）
- 亀倉雄策（グラフィックデザイナー）吉田町
- キラー・カン（元プロレスラー）吉田町 - 燕市PR大使
- 佐々木志津子（元新潟総合テレビアナウンサー、見附市議会議員）[34]
- 清水雅之（元バレーボール選手）吉田町
- 鈴木虎雄（中国文学者、元京都帝国大学教授）吉田町
- 高桑栄松（医学博士）分水町
- ちびさいKYOKA（総合格闘家）吉田町
- 魚喃キリコ（漫画家）吉田町
- 西村智奈美（政治家）吉田町
- 原田泰夫（将棋棋士、元日本将棋連盟会長）分水町
- 星野順治（福岡ソフトバンクホークス元投手、コーチ、球団職員）吉田町、但し出生地は東京都
- 丸山蘭那（中部日本放送アナウンサー）分水町
- 本宮宏美（フルート奏者）燕市 - 燕市PR大使
- 横山操（日本画家）吉田町
- 和田一夫（経営学者、東京大学教授）